# Châteauneuf-du-pape (AOC)
Pour la commune, voir Châteauneuf-du-Pape.
Le châteauneuf-du-pape est un vin d'appellation d'origine contrôlée produit sur les communes de Châteauneuf-du-Pape, d'Orange, de Bédarrides, de Sorgues et de Courthézon, en Vaucluse.
C'est ici que prit corps pour la première fois la notion d'AOC appellation d'origine contrôlée avec la constitution en 1923 d'un syndicat de défense, à l'initiative du baron Pierre Le Roy de Boiseaumarié.
L'élaboration du vin châteauneuf-du-pape est une pratique reconnue par le ministère de la Culture et est inscrite en 2019 à l'inventaire du patrimoine culturel immatériel en France.

## Histoire

### Moyen Âge

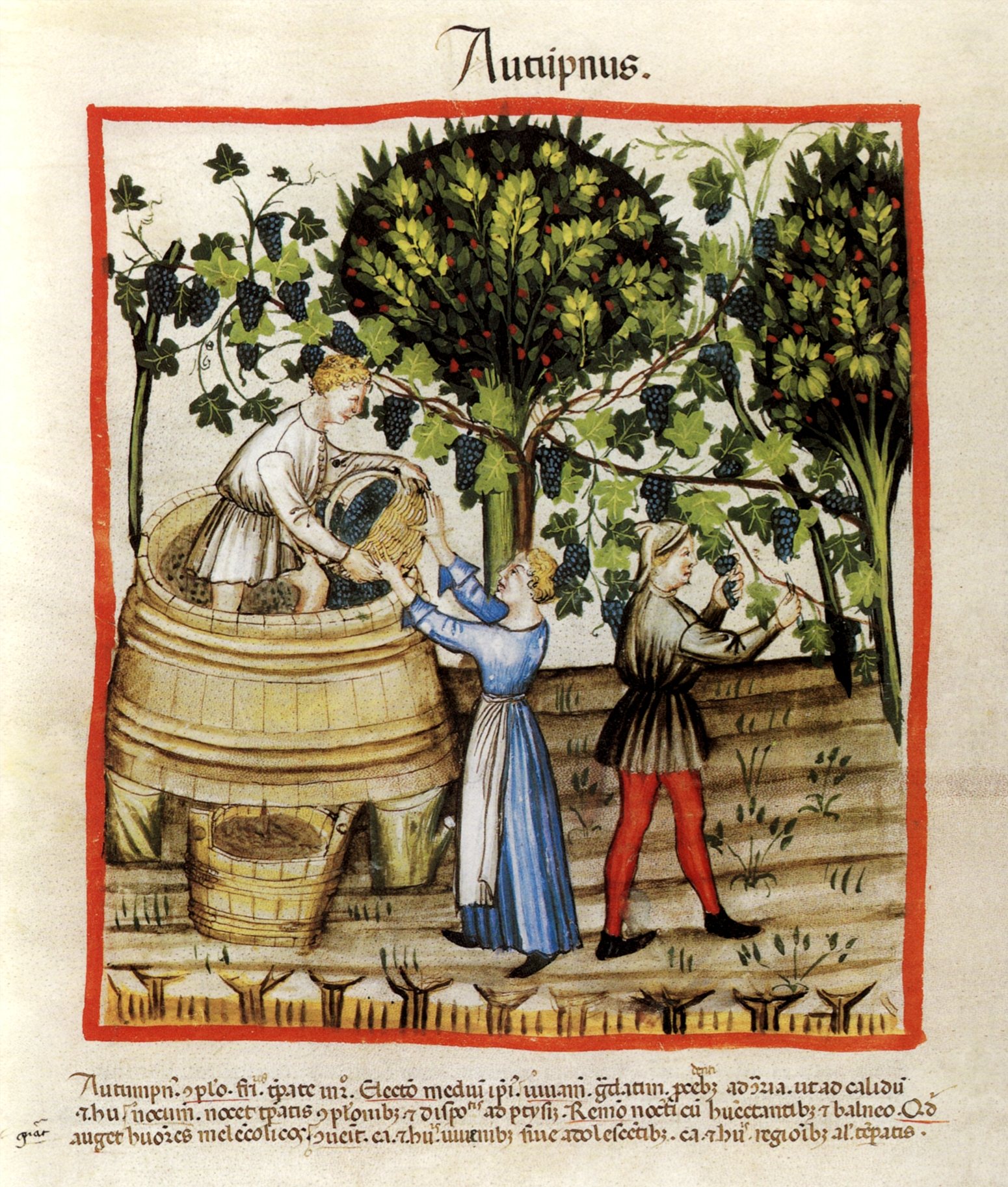
Vendanges sur hautain au XIVe siècle.

Après la papauté itinérante de Clément V, Avignon devient résidence pontificale à partir du règne de Jean XXII. C'est grâce à lui que le vignoble de Châteauneuf-du-Pape a pu se développer.
Jean XXII avait amené avec lui des vignerons de Cahors. Ceux-ci récupérèrent à Châteauneuf d'anciennes parcelles laissées par les templiers chassés par Philippe le Bel et mirent en place les grands fondements qui permirent le développement du vignoble de Châteauneuf-du-Pape. Les premières années le vignoble de Châteauneuf ne fournit que quatre puis six tonneaux par an de vin papalin. Dès 1325 la production atteignit douze tonneaux. Les spécialistes ont calculé que le vignoble pontifical devait alors couvrir huit hectares. Jean XXII, fit encore davantage pour la ville : il fit construire une forteresse, résidence secondaire des papes d’Avignon. La croissance économique et le développement du vignoble en furent d’autant facilités.
Ce fut sous le pontificat de Clément VI, en 1344, que le premier terroir connu de Châteauneuf-du-Pape fut répertorié. Il était dit Vieille Vigne (de nos jours Bois de la Ville). Innocent VI apprécia fort le châteauneuf autant blanc que rouge comme en témoignent les comptes de la Révérende Chambre Apostolique, au cours de son pontificat. Urbain V donna une nouvelle impulsion au vignoble de Châteauneuf en ordonnant qu’il y fût planté du raisin muscat[réf. incomplète].
Clément VII avait une telle affection pour ce cru qu’en 1390, il condamna un vigneron châteauneuvois qui n’était pas en état de lui fournir vingt-deux saumées de vin muscat à lui procurer, aux prochaines vendanges, le double en vin clairet. Durant tout son pontificat, il fut en butte à Raymond de Turenne, neveu de Grégoire XI et fils de Guillaume III Roger de Beaufort. Il le menaça même d’un siège dans sa résidence de Châteauneuf[non pertinent].

### Période moderne

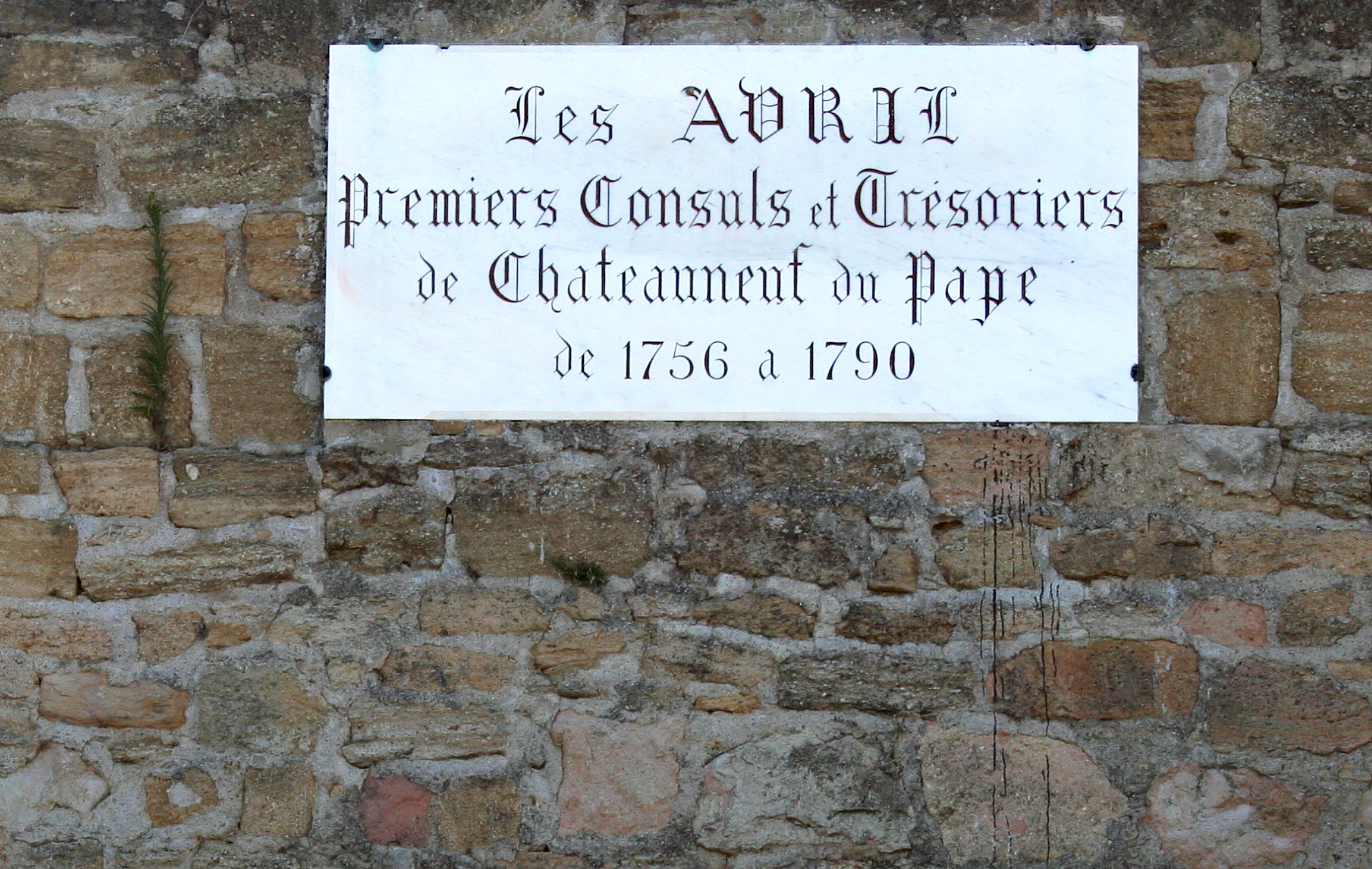
Les Avril, premiers consuls de Châteauneuf-du-Pape, au XVIIIe siècle.

Au XVIIIe siècle, le vignoble fut essentiellement dynamisé par l’aristocratie locale et par la bourgeoisie marchande. En 1748, le vin du château la Nerthe était exporté via les ports de Marseille et de Hambourg à un négociant de Brême. De 1772 à 1789, le marché s'élargit encore. L'abbé de Bayonne, auditeur de la Rote à Rome, passa commande, de même qu'un seigneur de la Cour du roi de Saxe et le duc de Crillon, qui se trouvait en Espagne, demanda qu'on lui envoyât une barrique à Valencia. En France, il fut expédié au maréchal de Tonnerre, au duc d'Uzès, au duc de Chevreuse, au chevalier de Sade, au commandeur de Suffen, au cardinal de Luynes et au ministre Bertin. La renommée du vignoble devint croissante jusqu’à être servi à la cour de Louis XVI.
En 1785 eut lieu une révolution avec la mise en bouteilles. Des négociants de Marseille reçurent deux paniers de quarante bouteilles à la suite d'une commande d'un de leur confrère de Gênes. Ce qui n'empêcha point le négoce traditionnel de se pérenniser puisque la même année, un transitaire du port de Sette réceptionna deux tonneaux à affréter pour Londres.

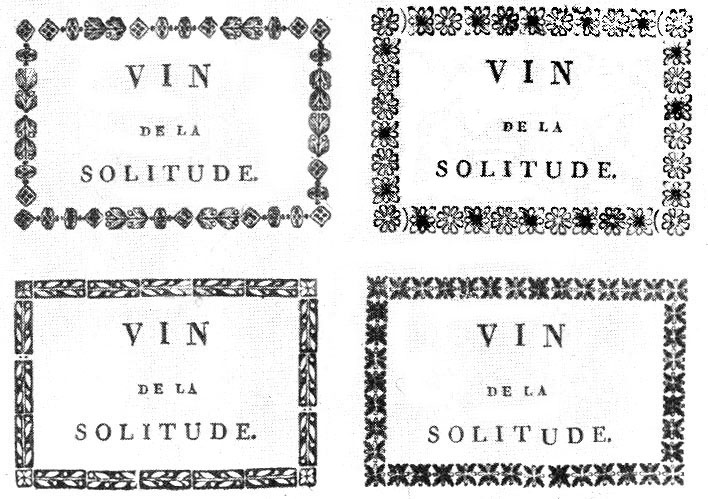
Étiquettes du domaine de La Solitude.

Dès l'année suivante, l'exportation dépassa les frontières de l'Europe. En effet, le comte de Capelle, écrivit en 1786 aux propriétaires qu'il avait rencontré un négociant de Philadelphie « qui lui avait promis de faire son possible pour mettre le vin de La Nerte à la mode en Amérique ». La même année un fût fut expédié à Boston.

### Période contemporaine
Au XIXe siècle, le vignoble resta dans la même dynamique. Paul Martin, propriétaire à Châteauneuf, tint aussi un commerce de vins à Avignon. Juste avant la Révolution, il fit imprimer un avis pour sa clientèle : « Le sieur Paul Martin, marchand demeurant à Avignon, Place Pie, Maison Amic, vend du vin vieux de sa campagne de Châteauneuf-Calcernier ; pour la facilité des personnes qui en désirent, il en a en bouteilles bien conditionnées, en dame-jeannes et en tonneaux. » Le désir de continuer et d'augmenter la réputation de son vin, déjà connu sous le nom de Vin de la Solitude, est un « sûr garant pour les personnes qui en désirent d'en avoir de première qualité ».
Ce développement est stoppé net par la crise du phylloxéra de 1860. Le pugnace commandant Joseph Ducos, propriétaire du Château la Nerthe, mit sa fortune au service d'un vignoble dévasté par l'insecte venus de l'Est des États-Unis. En 1893, il fit replanter et greffer grenache, mourvèdre, counoise, vaccarèse, cinsault, syrah, les premiers des treize cépages. Ce fut sur son initiative que le nom de la commune fut changé de Châteauneuf-Calcernier en Châteauneuf-du-Pape.

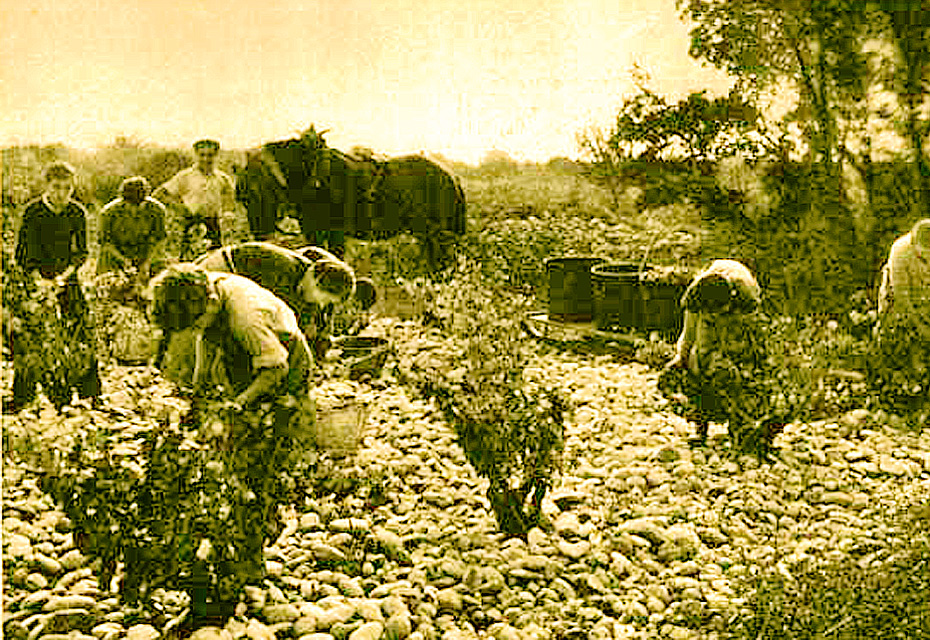
Vendanges à Châteauneuf-du-Pape.

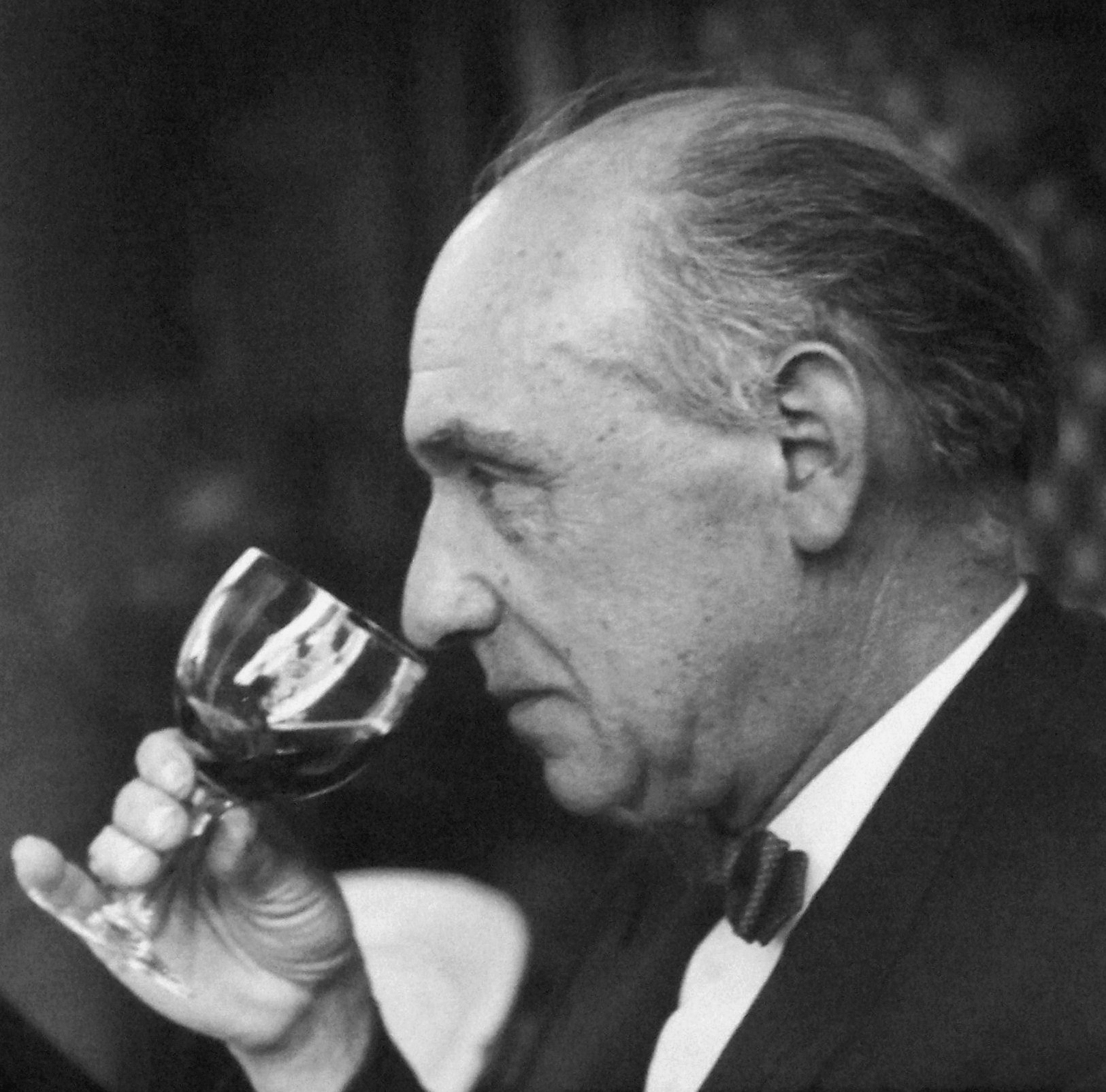
Le baron en dégustation.

Après cette crise, pour garantir la qualité des vins, les vignerons de Châteauneuf-du-Pape créent, en 1894, le premier "Syndicat viticole" qui débouchera en 1923 sur le Syndicat des propriétaires viticulteurs de Châteauneuf-du-Pape. Ce dernier est créé en vue d'obtenir la reconnaissance de l'appellation d'origine (AO) châteauneuf-du-pape, sur les bases de la loi de 1919. Le baron Pierre Le Roy de Boiseaumarié (1890-1967) du Château Fortia en est le premier président. Il deviendra plus tard président de l'INAO et de l'OIV.
Le châteauneuf-du-pape est reconnue comme appellation d'origine contrôlée (AOC) par le décret du 15 mai 1936, modifié par le décret du 2 novembre 1966, remplacé par celui du 2 octobre 1992. Ceux-ci tiennent compte de la taille de la vigne et le soin apporté ; la cueillette, celle-ci doit être manuelle et sélective ; le rendement est limité à 35 hectolitres par hectare de vigne ; le degré naturel du vin doit être de 12,5° minimum. Le cahier des charges de l'appellation a été modifié en novembre 2011.
Il est à noter que la date de début des vendanges châteauneuf-du-pape a avancé d'un mois en cinquante ans.

## Vignoble

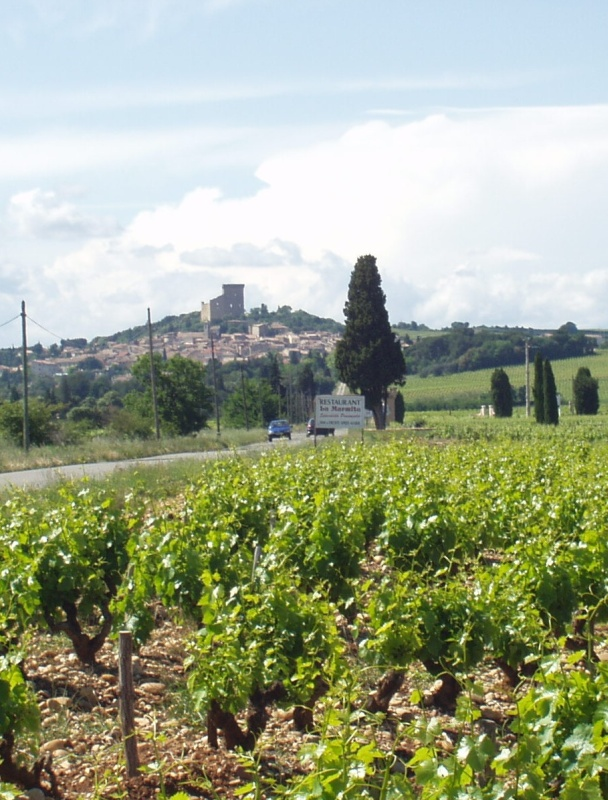
Le vignoble de Châteauneuf-du-Pape, dominé par le château pontifical.

### Aire d'appellation
L'aire d'appellation châteauneuf-du-pape se situe dans la partie française de la vallée du Rhône, dans le département de Vaucluse, sur les communes de Châteauneuf-du-Pape, d'Orange, de Bédarrides, de Sorgues et de Courthézon.
Il s'agit d'une des appellations des côtes du Rhône méridionales, sur la rive gauche du fleuve.

### Géologie

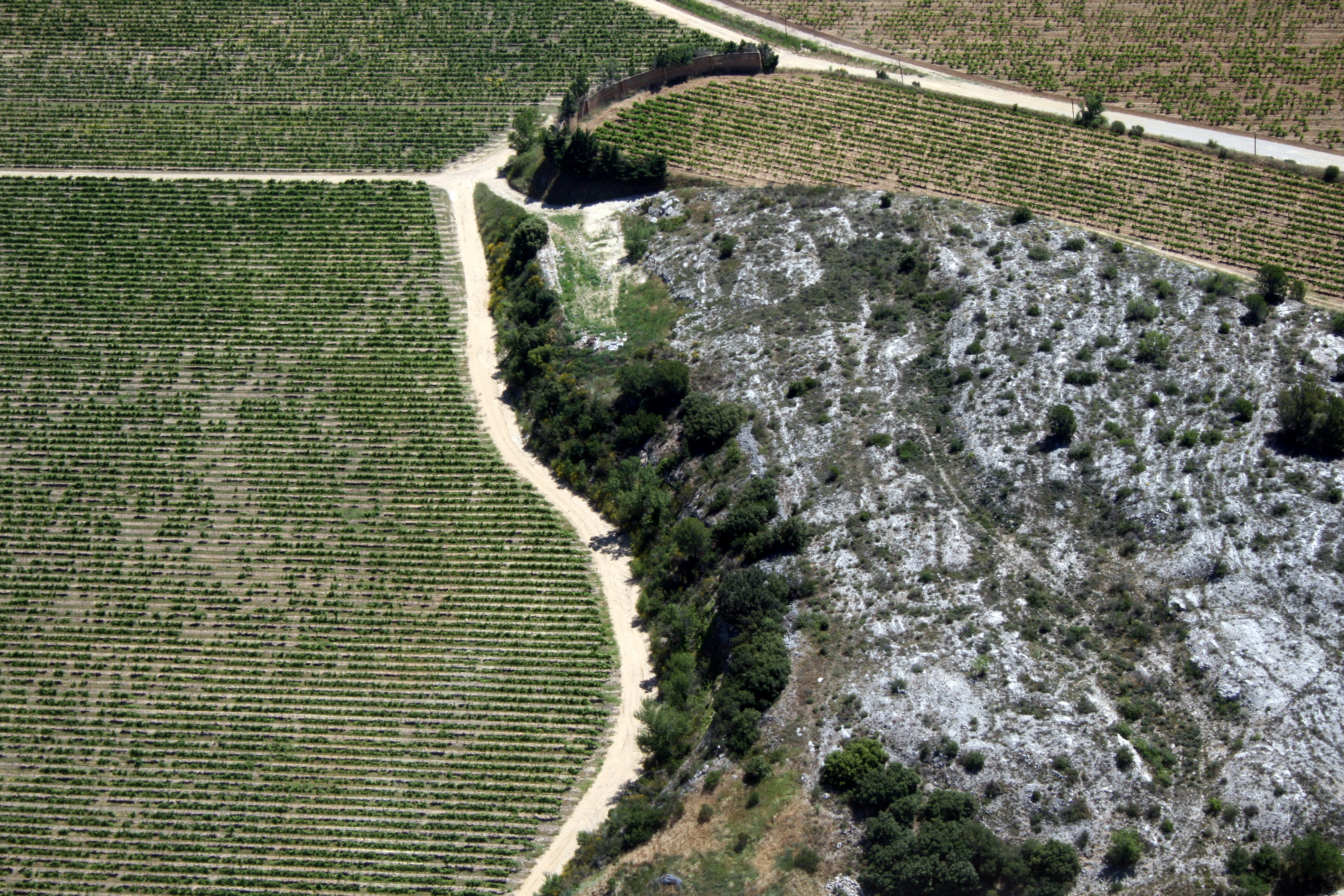
Vignes au pied de la butte calcaire du miocène de Châteauneuf-du-Pape.

La colline de Châteauneuf-du-Pape est une butte du miocène, du même type que le rocher des Doms, reposant sur une couche du crétacé inférieur. Celle-ci est composée par les calcaires du barrémien inférieur, souvent argileux avec des intercalations marneuses, et du barrémien supérieur, qui forme des couches de calcaires compacts, puissants, avec des lits de silex à la taille variable.
La colline est encerclée par des couches successives d'alluvions anciennes dues à la périodes de réchauffement après les glaciations du Wurm et du Riss. Ce sont des galets roulés déposés sur une épaisseur variant de 3 à 15 mètres. Les premiers dépôts sont des graves sableuses de nature siliceuse et calcaire dont la taille des galets peut atteindre 10 centimètres. Les couches les plus récentes forment les terrasses supérieures qui affleurent au nord de la commune. Elles sont constituées de galets siliceux, de quartz et de quartzites d'origine alpine déposés par le Rhône, mêlés à des galets calcaires. La taille de ces galets peut atteindre 40 centimètres.
C'est le plateau des Atouts, dit encore la Crau, et ses hautes terrasses composées de galets roulés.[pas clair] L'érosion des sols les a englué dans de l'argile rouge décomposée. Les autres terroirs mêlent des graves et du sable à des composantes argileuses et argilo-calcaires.
Il est possible de classifier le terroir viticole en trois types de sols : 
- en terrasses, des gros galets qui recouvrent le sol. Ils jouent un rôle de régulateur thermique puisqu'ils restituent aux raisins durant la nuit la chaleur emmagasinée de jour,
- viennent ensuite les terres graveleuses,
- et enfin, les sols sablonneux.

La pratique a démontré qu'il n'y a pas de différences fondamentales entre ces trois terroirs pour la qualité des vins puisque chacun d'eux permet d'obtenir de grands millésimes.

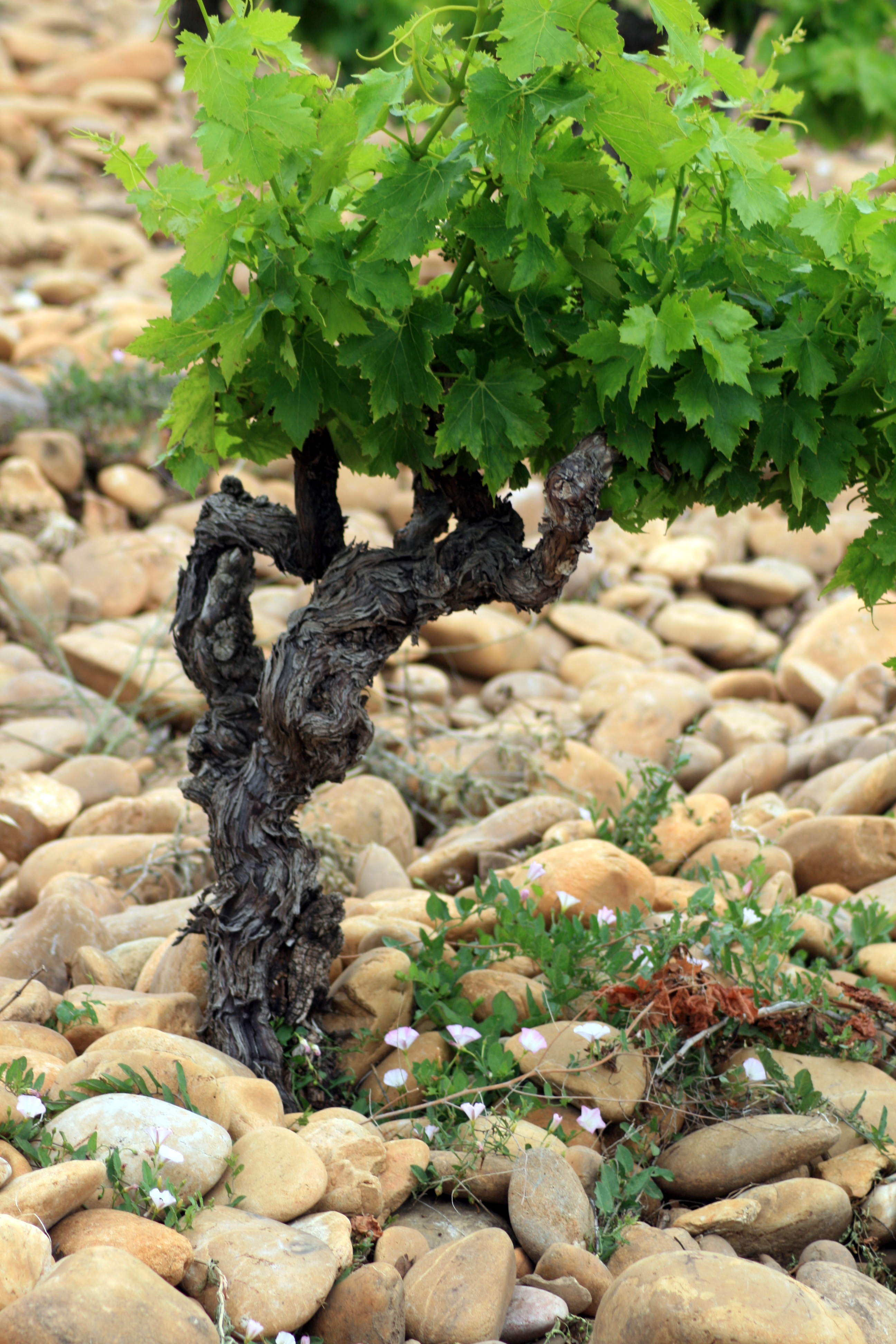
Galets roulés.
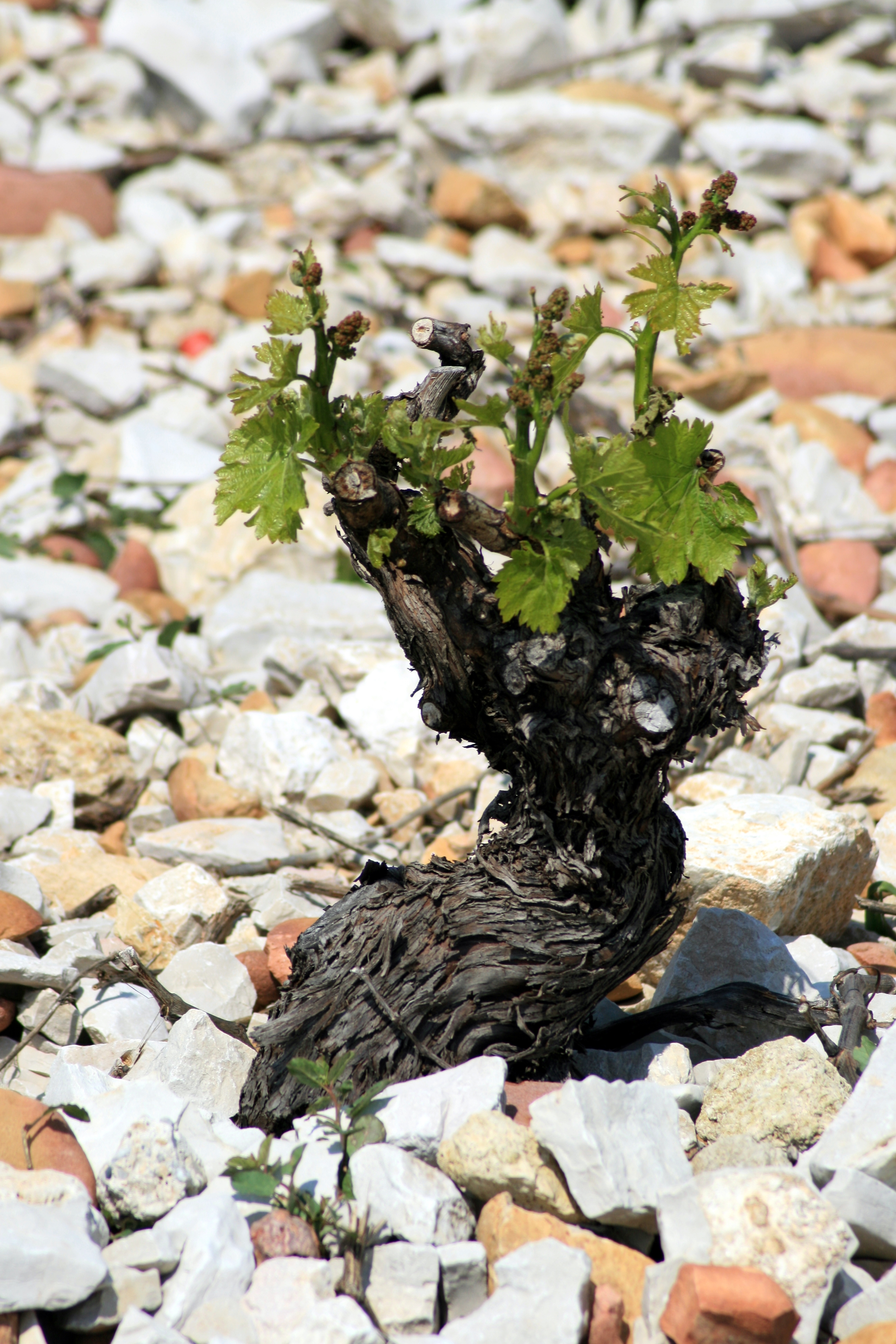
Éclats calcaires
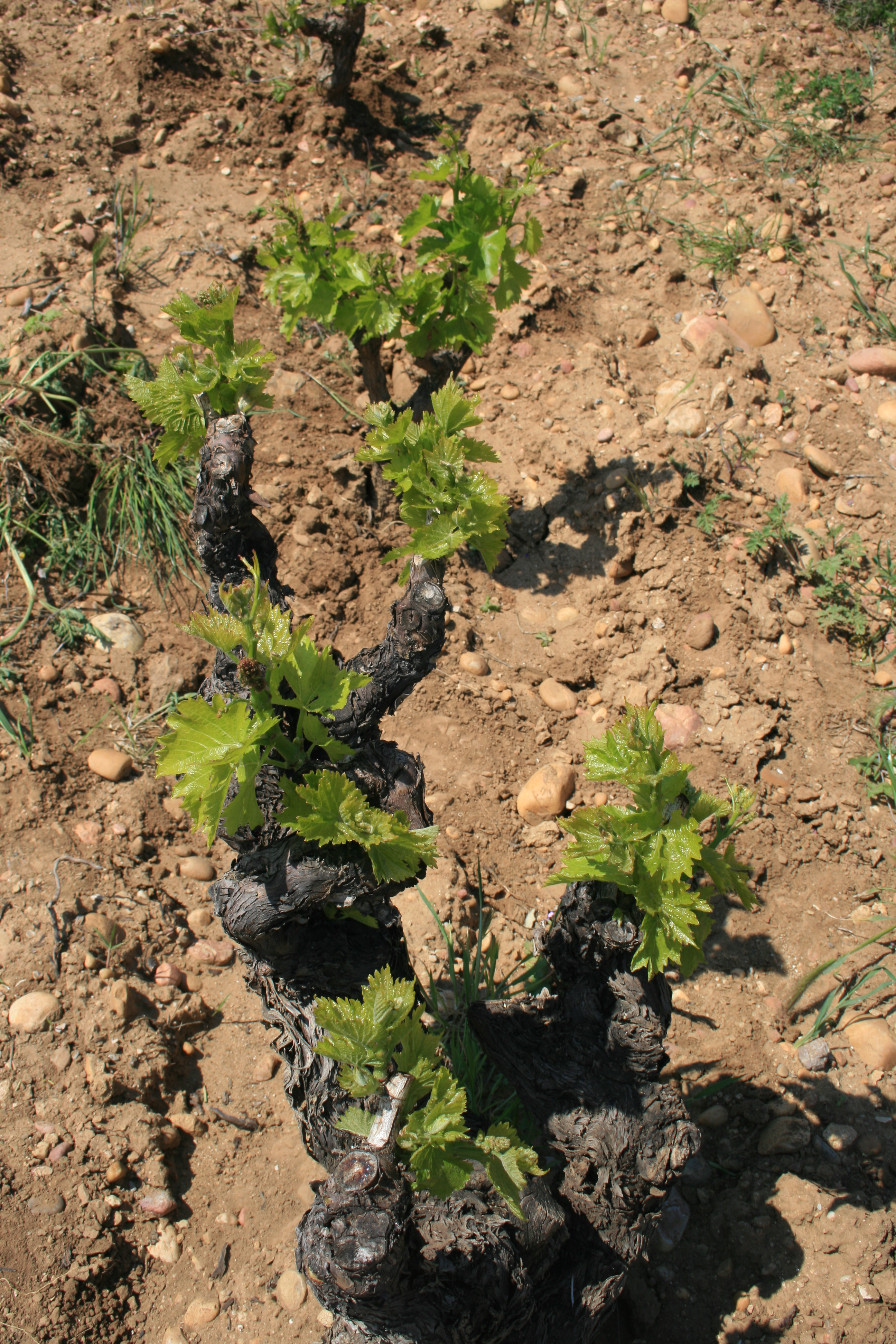
Sable.

Plus que du substrat qui les recouvre, la qualité des terroirs de Châteauneuf-du-Pape provient essentiellement de son sous-sol composé de molasse burdigalienne.

### Orographie

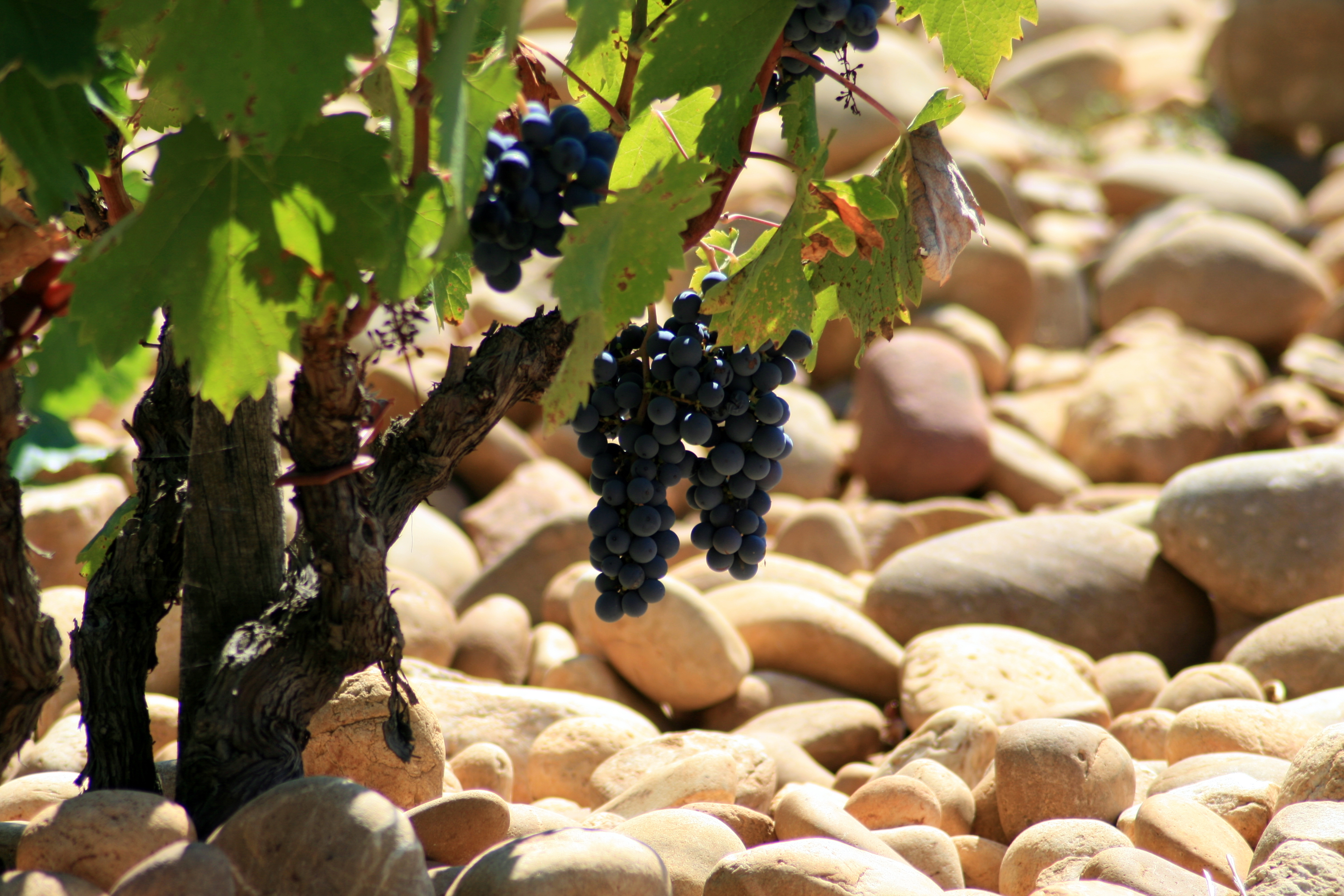
Les caïau frejaü - typique du terroir castelpapal sur la crau du plateau des Atouts.

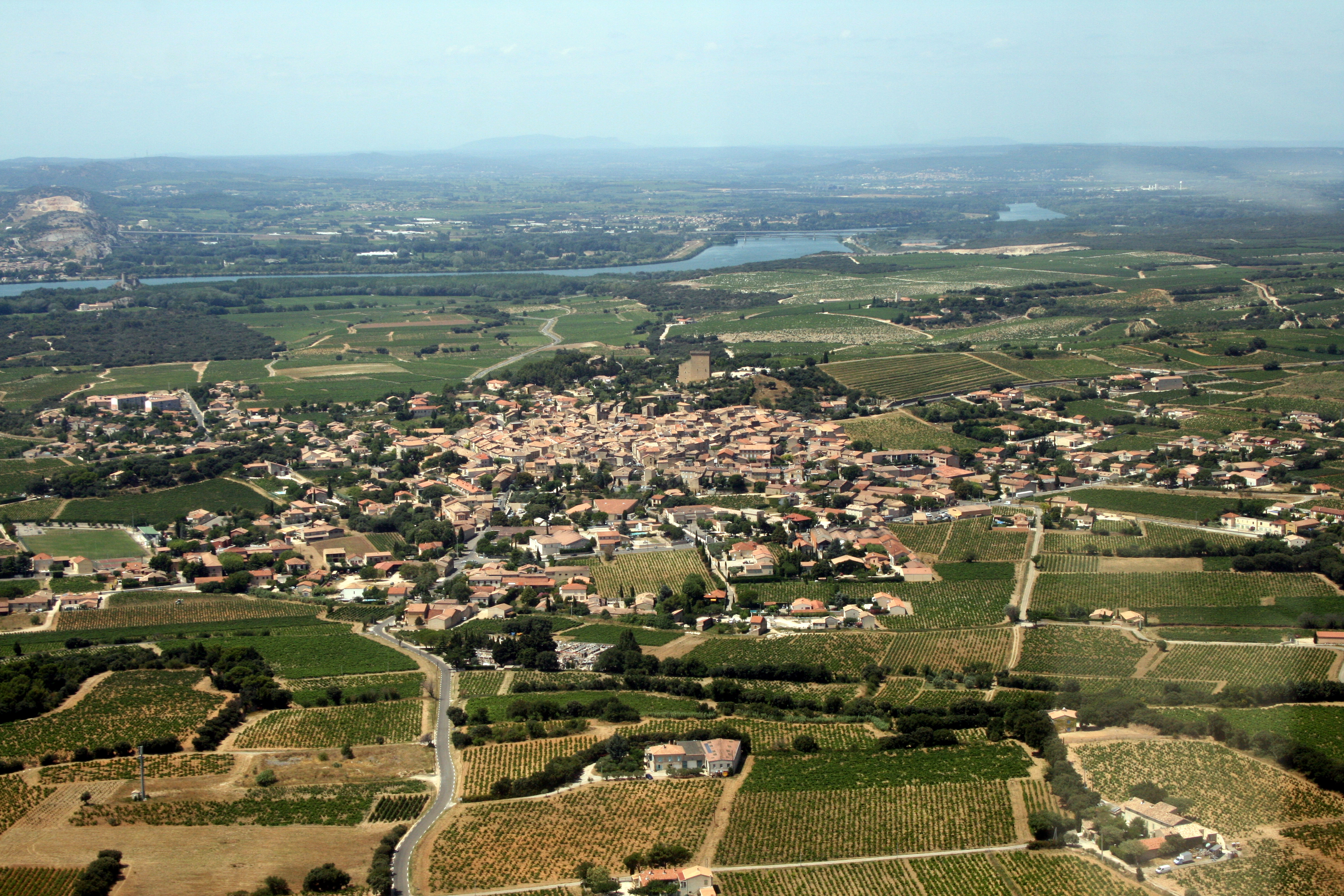
Vue aérienne du village de Châteauneuf-du-Pape sur sa butte.

La colline calcaire de Châteauneuf-du-Pape a longtemps été exploitée pour fournir de la chaux. Cette activité a donné le nom primitif du village : Châteauneuf-Calcernier, ce qualificatif signifiant "chaux tamisée". Une pétition adressée au roi Louis XVIII, indique d'ailleurs : « Les habitans de la commune de Chàteauneuf-Calcernier, arrondissement d'Orange, département de Vaucluse, sont en possession depuis plus de six siècles du droit de bûcherer, de lignerer, de paître et de faire des fours à chaux dans les Garrigues, sur le terroir de leur commune ».
Autour de cette colline s'est formé le plateau des Atouts. Cette crau est constituée d'une masse de galets roulés dont l'épaisseur peut atteindre 15 mètres. L'ensemble est soit enrobé par des argiles, soit consolidé par un ciment calcaire (poudingue).

### Carrières et vignoble

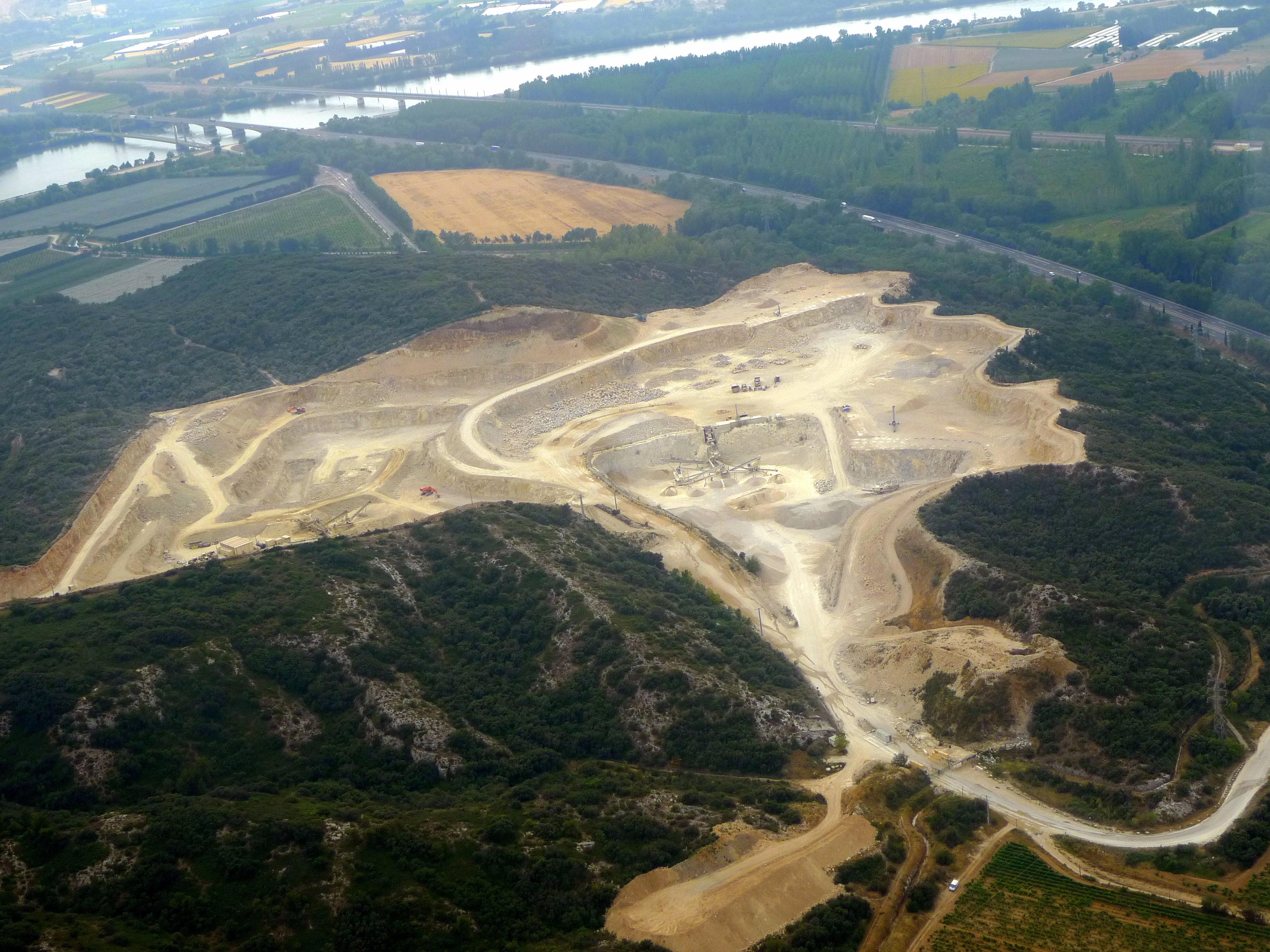
La carrière du Lampourdier.

L'extension des carrières menace le vignoble de Châteauneuf-du-Pape, c'est sous ce titre que la presse quotidienne, en date du 7 février 2011, tirait la sonnette d'alarme. Si les alluvions des terrasses supérieures constituées de galets calcaires ou siliceux ne sont plus exploitées, toutes les carrières ayant été arrêtées, il n'en est pas de même des galets des alluvions anciennes, en dépit de la présence du vignoble. Entre Châteauneuf-du-Pape et Sorgues, leur dépôt atteint une épaisseur de 10 mètres. Une carrière fonctionne à Sorgues pour extraire des remblais et des couches de fondation. En revanche, sur les collines au sud-est de Châteauneuf-du-Pape, il a été mis un terme à l'exploitation des galets de la moyenne terrasse dont les carrières se situaient près du Boucou et de la Nerthe.
Le secteur le plus sensible de Châteauneuf-du-Pape est le massif du Lampourdier, où sont extraits à grande échelle sables alluvionnaires et calcaires concassés. Ces calcaires du Barrémien supérieur sont exploités depuis longtemps du fait de leur bonne qualité. De plus leur gisement s'étend sur une grande surface et offre des réserves potentielles importantes. Actuellement[Quand ?], quatre carrières sont en activité sur ce gisement : trois sur la commune d'Orange et une sur la commune de Châteauneuf-du-Pape.
À cela s'ajoutent six entreprises qui exploitent les sables et les graviers de la terrasse rissienne du Coudoulet, sur la commune d'Orange. Au sud d'Orange, les grès cénomaniens sont exploités au Bois Feuillet pour la production de sables siliceux. Enfin, au nord-ouest du Coudoulet, a été reconnu par sondage une zone contenant un sable siliceux pur pratiquement unique en France à l'état naturel, dont l'exploitation pourrait être autorisée.

### Climatologie

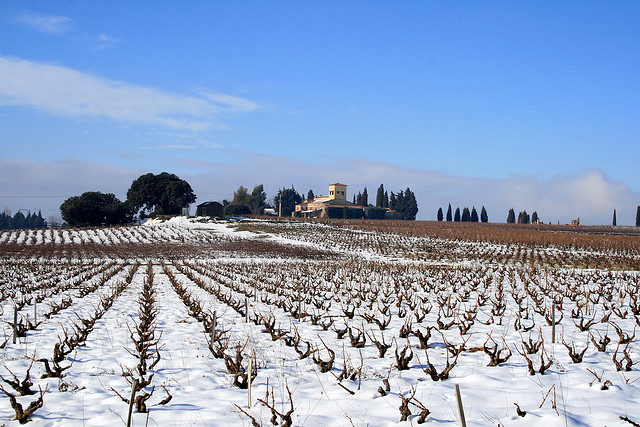
Neige à Châteauneuf-du-Pape, l'exception qui confirme la règle.

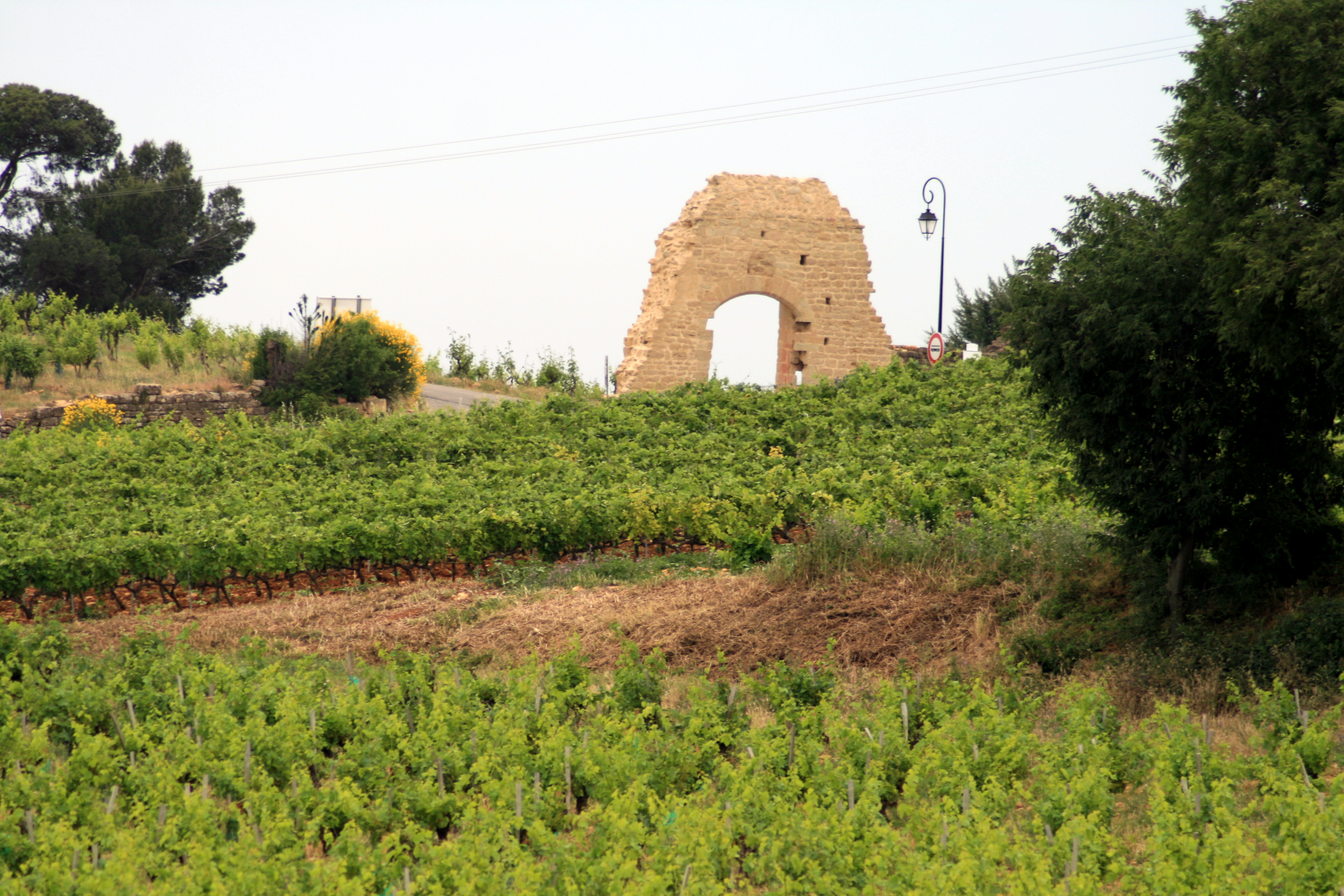
Printemps à Châteauneuf-du-Pape.

Balayé par le mistral, c'est l'un des secteurs les plus secs de la vallée du Rhône avec 2 800 heures d'ensoleillement par an. La chaleur emmagasinée de jour par les fameux « caïau frejaü » est restituée la nuit par un effet de four. Ce terroir est soumis à un rythme à quatre temps : deux saisons sèches (une brève en hiver, une très longue et accentuée en été), deux saisons pluvieuses, en automne (pluies abondantes et brutales) et au printemps. Sa spécificité est son climat méditerranéen qui constitue un atout exceptionnel :
- le mistral assainit le vignoble ;
- la saisonnalité des pluies est très marquée ;
- les températures sont très chaudes pendant l'été.

La station météorologique de Pujaut (sur l'aérodrome d'Avignon-Pujaut à 44 mètres d'altitude : 43° 59′ 54″ N, 4° 45′ 34″ E) est sur la rive droite du Rhône à 8,5 kilomètres au sud-ouest de l'aire d'appellation.
| Mois                              | jan. | fév. | mars | avril | mai  | juin | jui. | août | sep. | oct. | nov. | déc. | année |
| --------------------------------- | ---- | ---- | ---- | ----- | ---- | ---- | ---- | ---- | ---- | ---- | ---- | ---- | ----- |
| Température minimale moyenne (°C) | 2    | 2,2  | 4,7  | 7,1   | 10,8 | 14,7 | 17   | 16,7 | 13   | 10,1 | 5,7  | 2,7  | 8,9   |
| Température moyenne (°C)          | 6,3  | 7,2  | 10,6 | 13,2  | 17,2 | 21,3 | 23,9 | 23,6 | 19,3 | 15,3 | 10,1 | 6,8  | 14,6  |
| Température maximale moyenne (°C) | 10,5 | 12,2 | 16,4 | 19,4  | 23,6 | 28   | 30,8 | 30,6 | 25,5 | 20,6 | 14,4 | 10,9 | 20,2  |
| Nombre de jours avec gel          | 10,2 | 8,7  | 4,3  | 0,9   | 0    | 0    | 0    | 0    | 0    | 0,3  | 3,1  | 8,1  | 35,6  |
| Précipitations (mm)               | 53,3 | 35,3 | 38,2 | 60,8  | 51,9 | 39,4 | 31,4 | 36,9 | 93,2 | 88,2 | 95,9 | 48,3 | 672,8 |

|                | Vaucluse   | AOC châteauneuf-du-pape              | moyenne nationale |
| -------------- | ---------- | ------------------------------------ | ----------------- |
| Ensoleillement | 2 595 h/an | 2 800 h/an                           | 1 973 h/an        |
| Pluie          | 693 mm/an  | 700 mm/an (sur 80 jours)             | 770 mm/an         |
| Neige          | 4 j/an     |                                      | 14 j/an           |
| Vent           |            | 110 j/an, essentiellement du mistral |                   |
| Orage          | 23 j/an    |                                      | 22 j/an           |
| Brouillard     | 31 j/an    |                                      | 40 j/an           |

| Mois                                                                           | Janv.        | Fév.         | Mars        | Avr.        | Mai         | Juin        | Juil.       | Août        | Sept.       | Oct.        | Nov.        | Déc.         |
| ------------------------------------------------------------------------------ | ------------ | ------------ | ----------- | ----------- | ----------- | ----------- | ----------- | ----------- | ----------- | ----------- | ----------- | ------------ |
| Records de températures minimales °C (Année)                                   | -13,4 (1985) | -14,5 (1956) | -9,7 (2005) | -2,9 (1970) | 1,3 (1979)  | 5,7 (1984)  | 9,0 (1953)  | 8,3 (1974)  | 3,1 (1974)  | -1,1 (1973) | -5,4 (1952) | -14,4 (1962) |
| Records de températures maximales °C (Année)                                   | 20,3 (2002)  | 23,0 (1960)  | 27,2 (1990) | 30,7 (2005) | 34,5 (2001) | 38,1 (2003) | 40,7 (1983) | 42,6 (2003) | 35,1 (1966) | 29,6 (1985) | 24,6 (1970) | 20,2 (1983)  |
| Source : www.linternaute.com, « climat et historique météo d'Orange (84100) ». |              |              |             |             |             |             |             |             |             |             |             |              |

### Encépagement
Dominé par le château qui servait de résidence d'été aux papes d'Avignon, ce vignoble s'est rendu célèbre par ses treize cépage. Le grenache est le plus souvent majoritaire (74 %) dans les cuvées de châteauneuf. Syrah (10 %) et mourvèdre (6 %) contribuent par leur assemblage avec celui-ci à donner une couleur soutenue et une palette aromatique plus riche (exceptions notables, le Château Rayas est constitué de 100 % de grenache provenant de très vieilles vignes, et le Vin di Felibre est composé de 80 % de mourvèdre). Il existe quelques cuvées avec une majorité de syrah ou de mourvèdre (château de Beaucastel).
Un très grand nombre de cépages sont présents dans l'appellation, ceci est due au complantage en vigueur au début du siècle ; mais, sur les dix-huit cépages autorisés (en distinguant leurs différentes couleurs) pour les rouges et les blancs, grenache (grenache N, grenache G, grenache B), mourvèdre, syrah, cinsault, muscardin, counoise, clairette (clairette B, clairette Rs), bourboulenc, roussanne, piquepoul (piquepoul N, piquepoul G, piquepoul B), picardan, vaccarèse et terret noir, les plus utilisés sont les huit premiers. Ces dix-huit cépages sont autorisés, seul ou en assemblage, autant pour la production des vins rouges que pour celle des vins blancs,.
| Nom et origine | Nom et origine               | Représentation | Description |
| -------------- | ---------------------------- | -------------- | --- |
| grenache N     | Espagne                      |                | Plant vigoureux, ce cépage domine dans le vignoble châteaunevois avec 60 % des surfaces plantées. Atteignant dans le Vaucluse sa limite septentrionale, il y révèle tout son potentiel en donnant à la fois un vin peu coloré mais d'une grande amplitude aromatique où se retrouvent des notes de kirsch, de prunes et de cassis. |
| grenache G     | Espagne                      |                | |
| grenache B     | Espagne                      |                | |
| mourvèdre N    | Espagne                      |                | Cépage à maturité tardive et sensible à la sécheresse, il apporte des arômes spécifiques au vin lors de son vieillissement. Très qualitatif, il procure aussi une couleur profonde et des tannins aptes à s'affiner au cours des années.                                                                                           |
| syrah N        | Vallée du Rhône              |                | Très représenté dans le vignoble castelpapal, ce cépage, outre sa grande richesse aromatique, donne couleur et tannins fondus. En assemblage avec le grenache et le mourvèdre, il donne des vins qui truffent. |
| cinsault N     | Provence                     |                | Cépage à double fin - raisin de cuve et raisin de table - il est un peu délaissé dans ce terroir car peu tannique et peu coloré. Il apporte pourtant au vin élégance, fruité et finesse. |
| muscardin N    | Vaucluse                     |                | Originaire du département de Vaucluse, il est toujours vinifié en assemblage avec d'autres cépages. Il apporte au vin floralité et fraîcheur. |
| counoise N     | Espagne ou Vaucluse          |                | Originaire d'Espagne, il fut offert à Urbain V — alors pape à Avignon — par un vice-légat nommé Counesa. Toujours vinifié en assemblage, ce cépage apporte finesse, souplesse et fruité. Ces vins à la robe profonde et brillante dégagent des arômes d'épices, de prune et de mûre.                                               |
| clairette B    | Provence et Languedoc        |                | Cépage autochtone donc particulièrement adapté à un terroir où se combinent chaleur et sol caillouteux, il procure des vins onctueux, avec des arômes complexes où se mêlent agrumes et fleurs blanches. |
| clairette Rs   | Provence et Languedoc        |                | |
| bourboulenc B  | Provence et Languedoc        |                | Variété tardive, ce cépage aime les terroirs secs, chauds et de faible altitude. Il est donc particulièrement adapté à celui de Châteauneuf-du-Pape. Porteur d'équilibre, il donne un vin nerveux, très floral, plein d'arômes subtils quoique légèrement fugaces (amande amère, vanille, pomme verte).                            |
| roussanne B    | Vallée du Rhône              |                | Extrêmement qualitatif, il apporte aux vins de Châteauneuf élégance et finesse. Ses arômes se caractérisent par des notes florales où se mêlent des senteurs d'iris, de violette et de chèvrefeuille. |
| piquepoul B    | Provence et Languedoc        |                | Originaire du Languedoc, son vin, bouqueté et aromatique, est riche, typé, nerveux, plein de finesse et d'élégance. |
| piquepoul G    | Provence et Languedoc        |                | |
| piquepoul N    | Provence et Languedoc        |                | |
| picardan B     | Provence                     |                | Originaire de la Provence, ce cépage est vigoureux et productif. Il est vinifié en assemblage et apporte typicité, bouquet et finesse. |
| terret noir N  | Vallée du Rhône et Languedoc |                | Souvent assemblé au grenache et à la syrah, dont il atténue la puissance, il donne un vin peu coloré, léger, mais au bouquet agréable porté par une bonne acidité,. |
| vaccarèse N    | Camargue                     |                | Originaire de la basse Provence, il donne un vin floral, léger et peu coloré, frais et élégant. En assemblage, il modère l'ardeur du grenache. |

### Méthodes culturales et réglementation

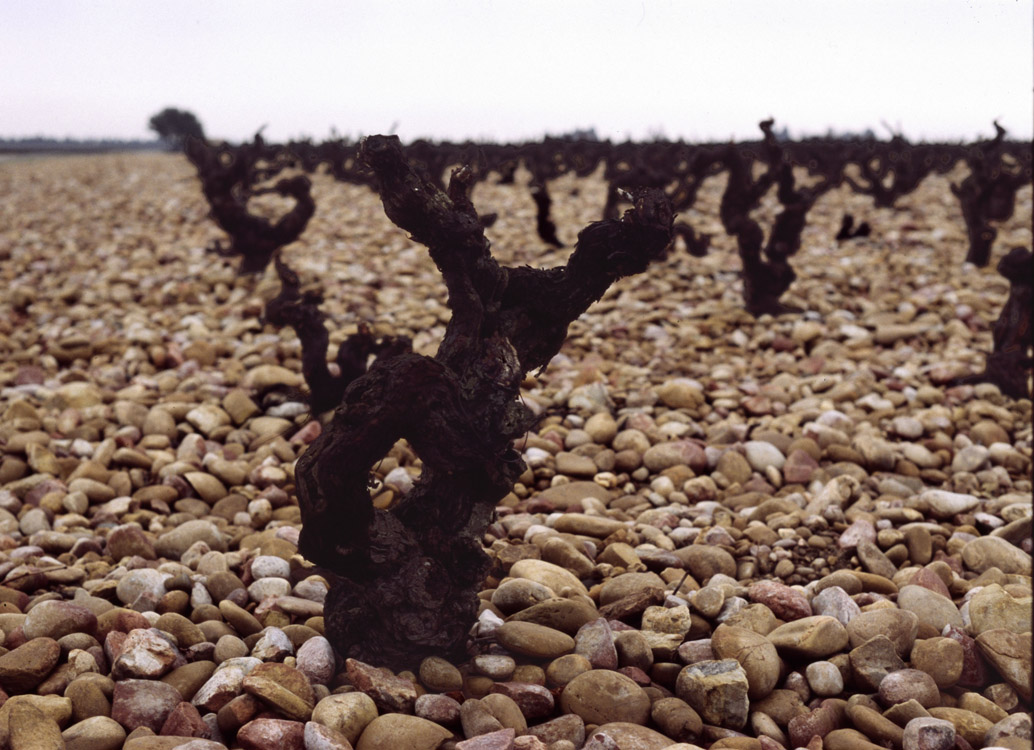
Un vieux cep de grenache (taille en gobelet) au milieu des galets roulés.

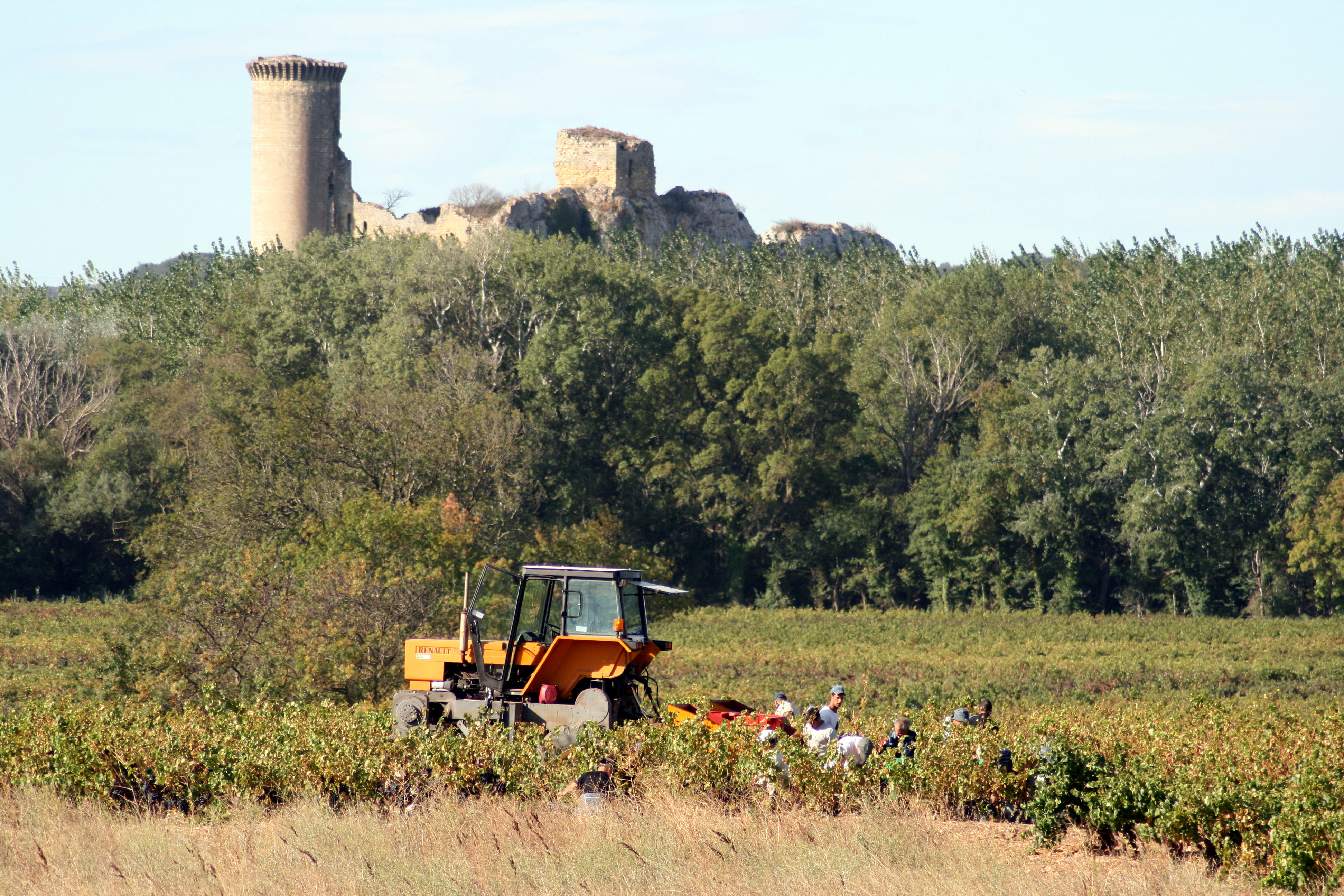
Vendanges à Châteauneuf-du-Pape.

Les vendanges sont obligatoirement faites à la main (pas de mécanisation). La syrah introduite plus tardivement sur l'appellation est conduite sur fils et en taille Guyot. Pour tous les autres cépages de l'appellation, c'est la taille en gobelet à deux yeux par courson avec un maximum quinze yeux francs par cep en plus du bourillon. Le rendement a été fixé à 35 hl/ha. De plus, la vendange subit la rapée qui élimine nécessairement 5 % à 20 % des grappes avant vinification.

## Vins
Les données de production des années récentes, telles que publiées par les Douanes, sont :
| Année | châteauneuf-du-pape rouge | châteauneuf-du-pape rouge | châteauneuf-du-pape rouge | châteauneuf-du-pape blanc | châteauneuf-du-pape blanc | châteauneuf-du-pape blanc |
| Année | superficie (ha)           | production (hl)           | rendement (hl/ha)         | superficie (ha)           | production (hl)           | rendement (hl/ha)         |
| ----- | ------------------------- | ------------------------- | ------------------------- | ------------------------- | ------------------------- | ------------------------- |
| 2020  | 2 912                     | 94 997                    | 33                        | 223                       | 7 412                     | 33                        |
| 2021  | 2 910                     | 80 802                    | 28                        | 226                       | 6 894                     | 30                        |
| 2022  | 2 901                     | 81 913                    | 28                        | 231                       | 6 252                     | 27                        |
| 2023  | 2 885                     | 95 720                    | 33                        | 251                       | 8 465                     | 34                        |
| 2024  | 2 896                     | 72 736                    | 25                        | 262                       | 7 330                     | 28                        |

### Vinification

#### Vinification en rouge

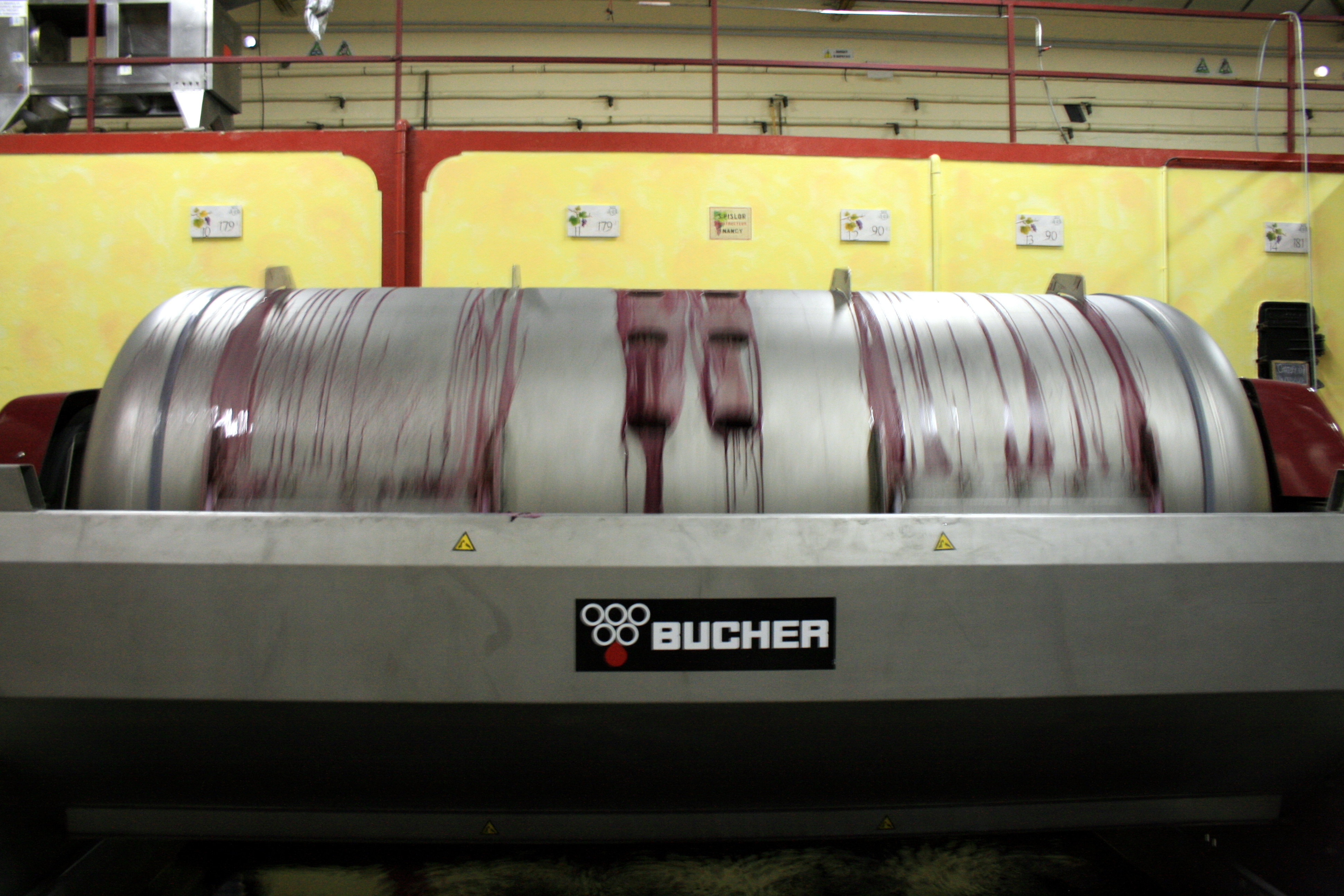
Pressurage d'une vendange rouge.

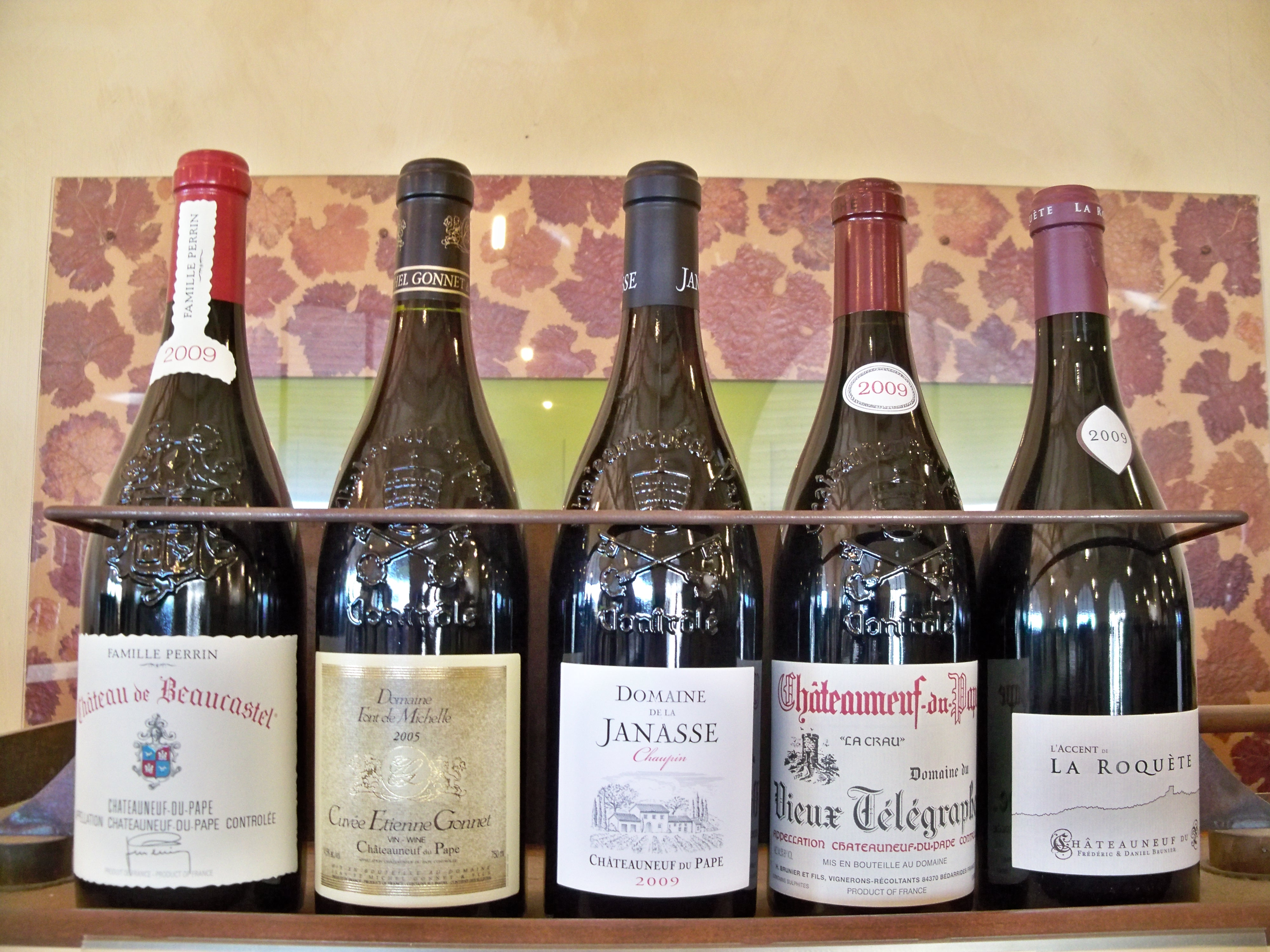
Châteauneuf du Pape rouge.

Comme de nombreux vignobles en dessous du 45e parallèle, les côtes-du-rhône méridionales, dont fait partie l'appellation, sont des vins assemblant plusieurs cépages. Ceci est justifié par les caractéristiques climatiques régionales avec des étés très chauds, sinon torrides, et la présence du mistral, vent excessif, qui participent à la surmaturation des cépages. Tous les essais de vinification mono-cépage ont démontré que ces vins ne peuvent atteindre une qualité élevée et donner la véritable expression du terroir. Par contre l'assemblage de plusieurs variétés permet d'obtenir un parfait équilibre entre acidité, alcool et tannins.
C'est le grenache noir qui représente la plus importante proportion, il est assemblé avec le mourvèdre et la syrah. Un peu de cinsault permet d'apporter la finesse. Les trois premiers cépages permettent d'obtenir un parfait équilibre et donnent des grands vins de garde qui truffent en vieillissant. En fonction des parcelles et des micro-climats, l'assemblage peut varier entre 80 % de grenache, syrah et mourvèdre entrant en part égale pour le pourcentage restant, et 50 % de grenache, la syrah et le mourvèdre représentant chacun 25 %. Mais à Châteauneuf-du-Pape, le cahier des charges autorise les vignerons à constituer des cuvées mono-cépage. Il s'agit le plus souvent de cuvées spéciales et non de la cuvée classique des domaines. L'élevage traditionnel des vins rouges s'effectue en foudres ou en cuve béton, en barriques ou en demi-muids. Les vignerons utilisent souvent un mix de ces différents contenants, pour élever leurs vins.

#### Vinification en blanc

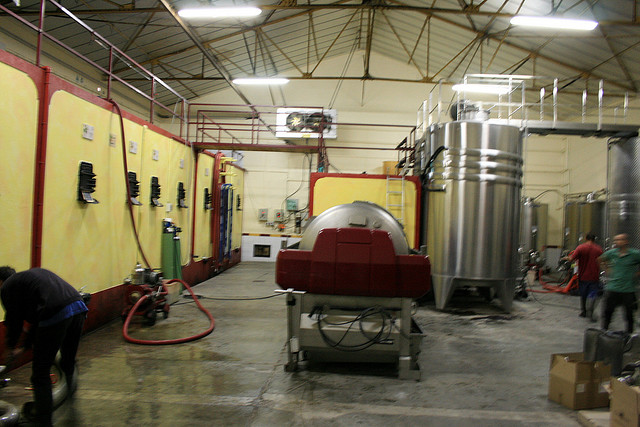
Cuves béton et inox.

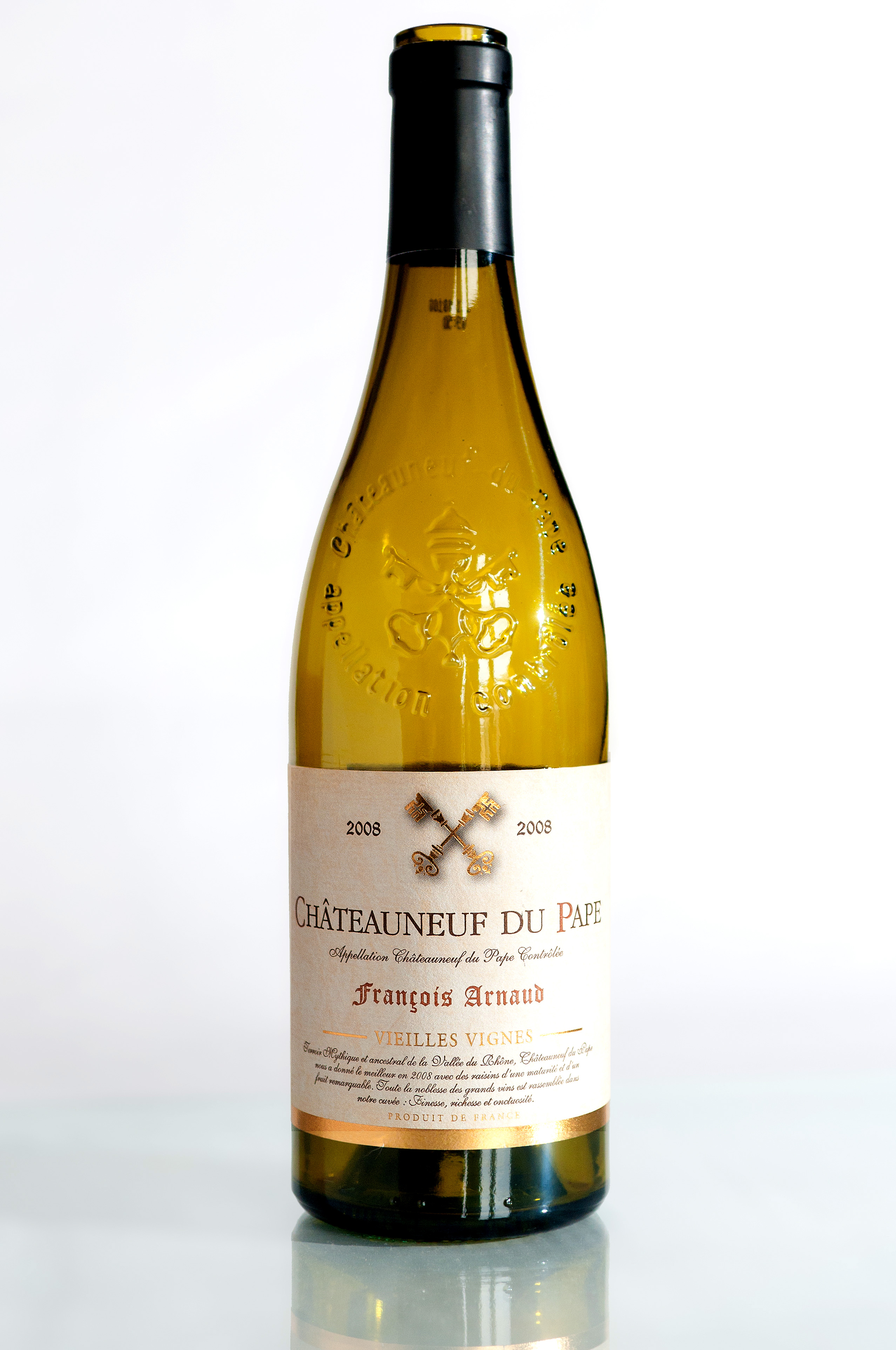
AOC Châteauneuf-du-pape blanc 2008.

La maîtrise des températures lors de la vinification a permis d'obtenir par un moyen uniquement physique une parfaite expression des vins de ce terroir. Les cuvées classiques sont le plus souvent issues d'un assemblage de deux ou trois cépages blancs : grenache blanc, clairette, roussanne et bourboulenc. Auxquels peuvent s'ajouter un peu de Picadan ou de Picpoul. Certaines cuvées spéciales peuvent être constituées à 100% de Roussane ou de Clairette. En ce qui concerne, l'élevage des vins blancs, il peut s'effectuer en cuve inox, béton et parfois en barrique ou demi-muids.

### Styles de vins
Les vins de ce terroir ont un style caractéristique et original. Mais la multiplicité des cépages et les assemblages qu'ils permettent ainsi que les durées de cuvaison, qui restent à la libre appréciation du vigneron ou du vinificateur, ont permis de faire des distinguo subtils en déterminant trois groupes bien typés. Le premier à faire ces distinguos fut Robert W. Mayberry. Ce classement interne à l'AOC n'est en rien officiel ou qualitatif mais permet d'orienter le goût ou la préférence d'un amateur vers un style de production.

AOC Châteauneuf-du-pape
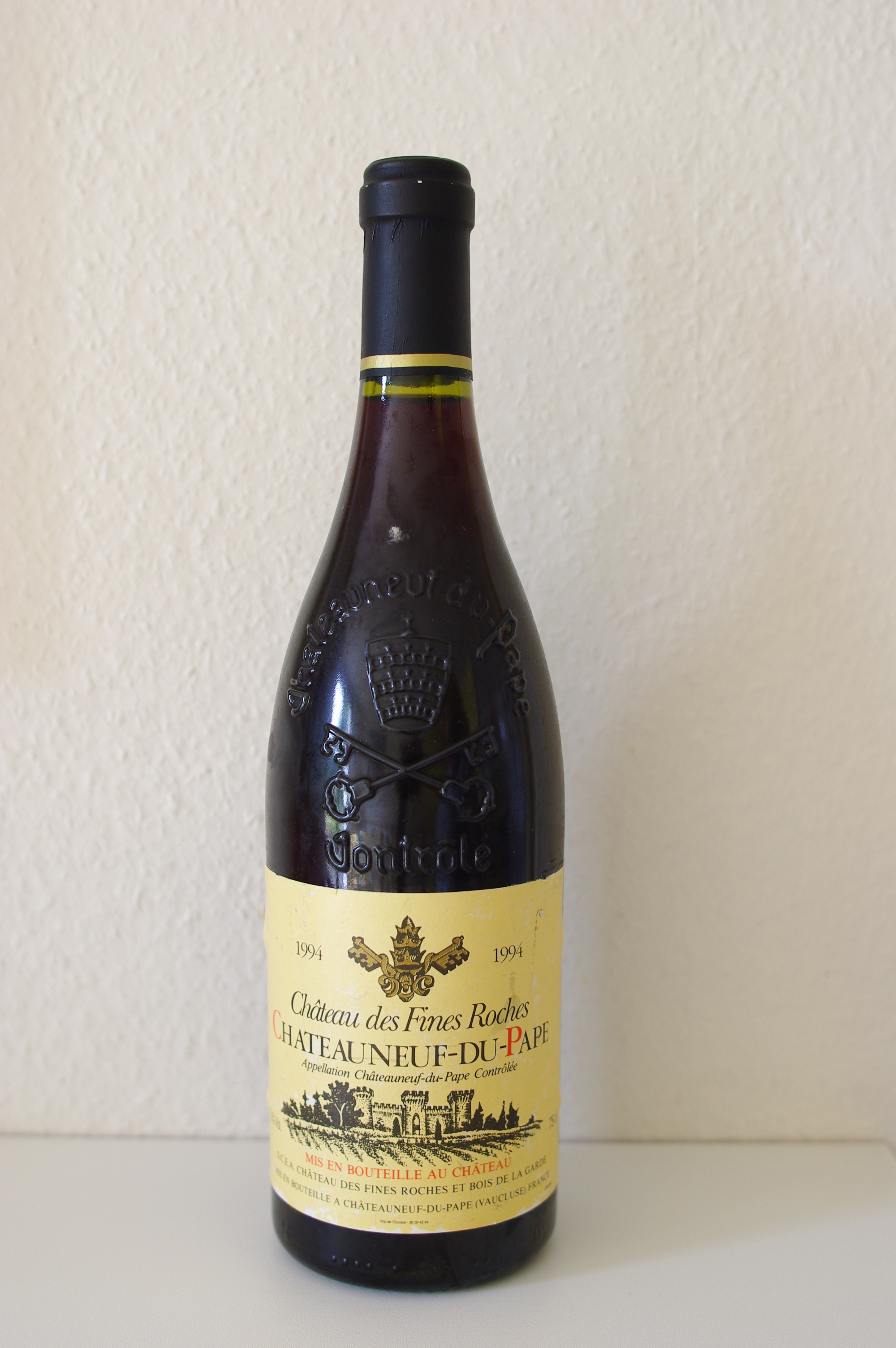
Château des Fines Roches 1994.
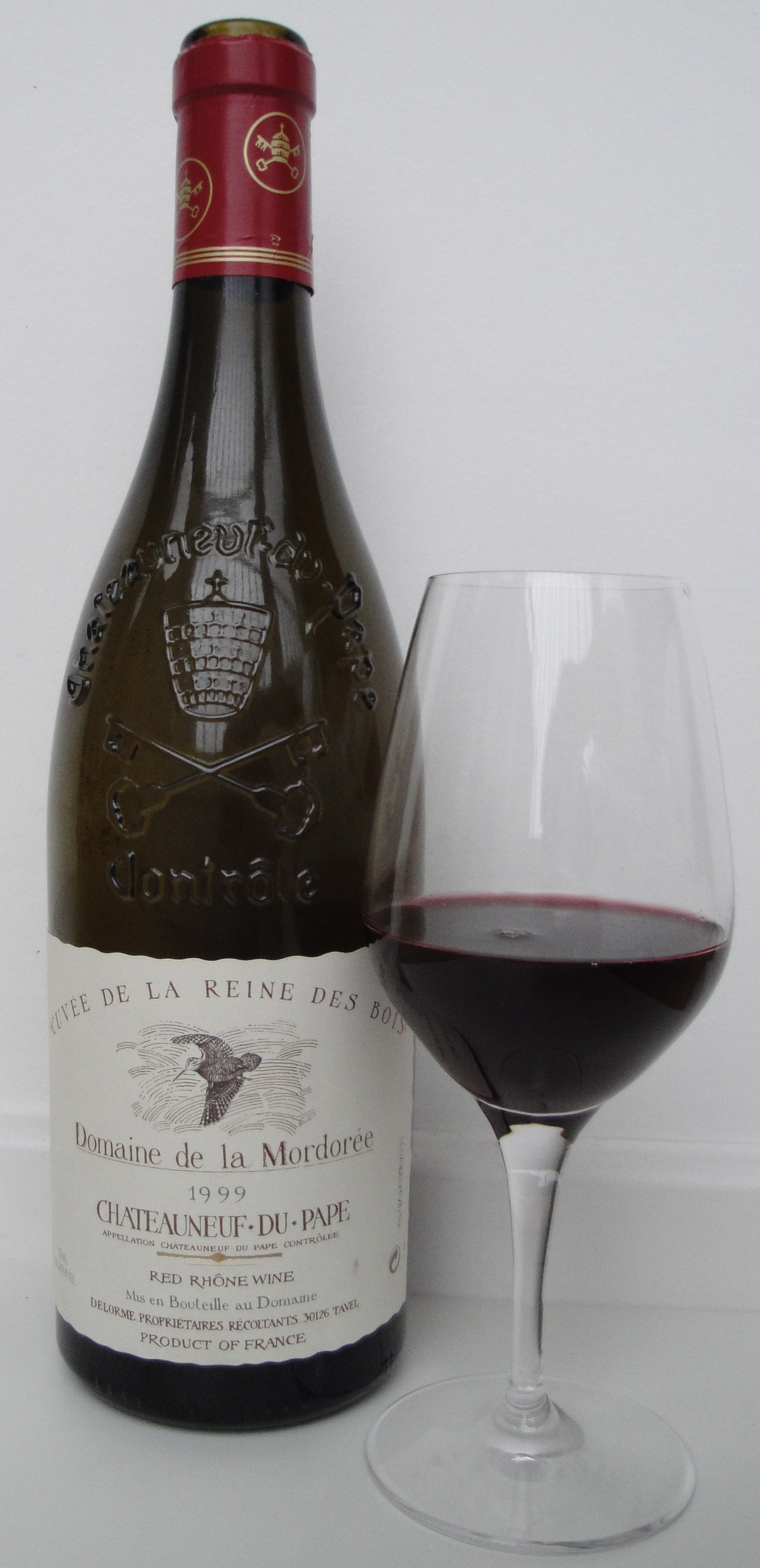
Domaine de la Mordorée 1999.
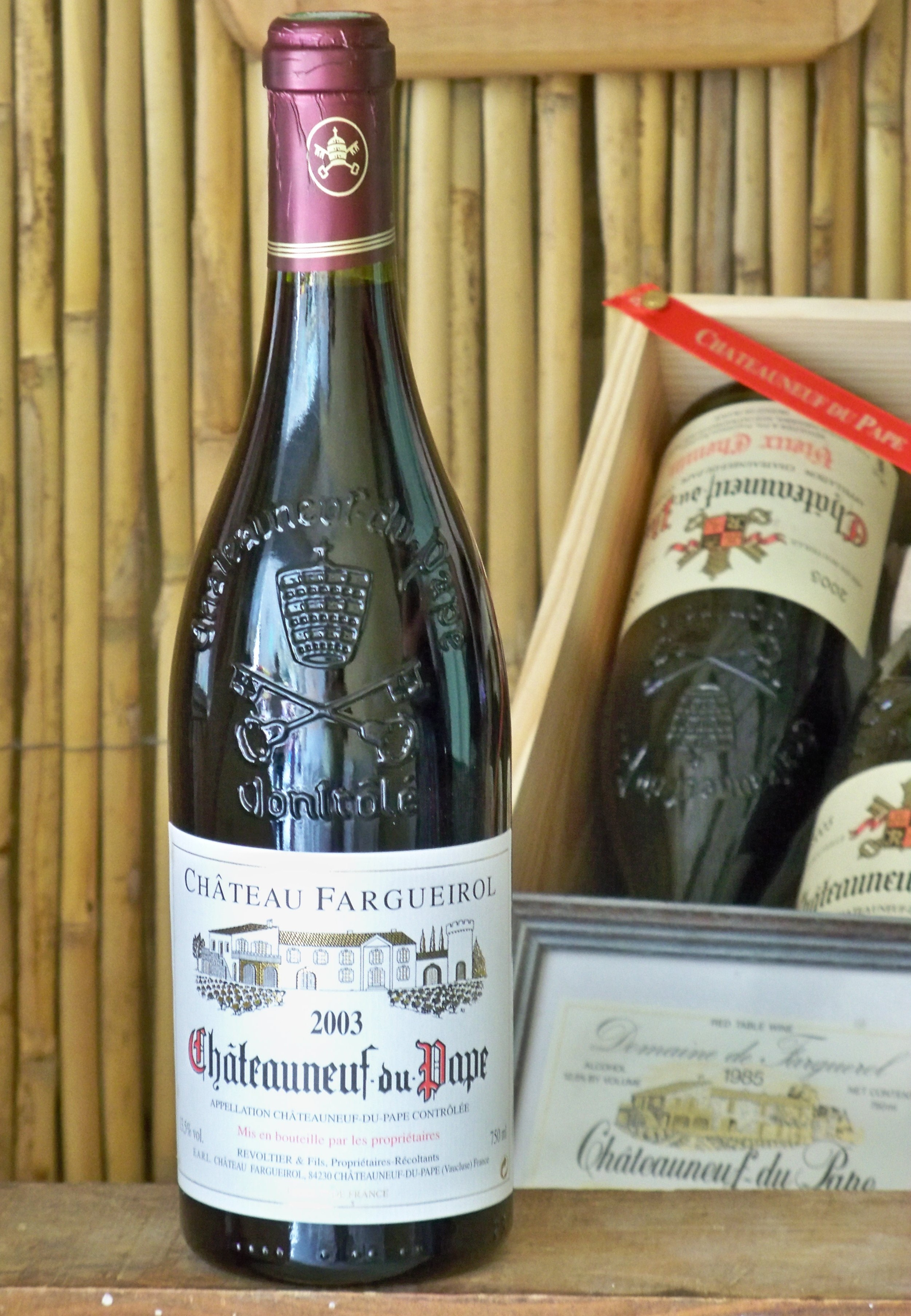
Château Fargueirol 2003.
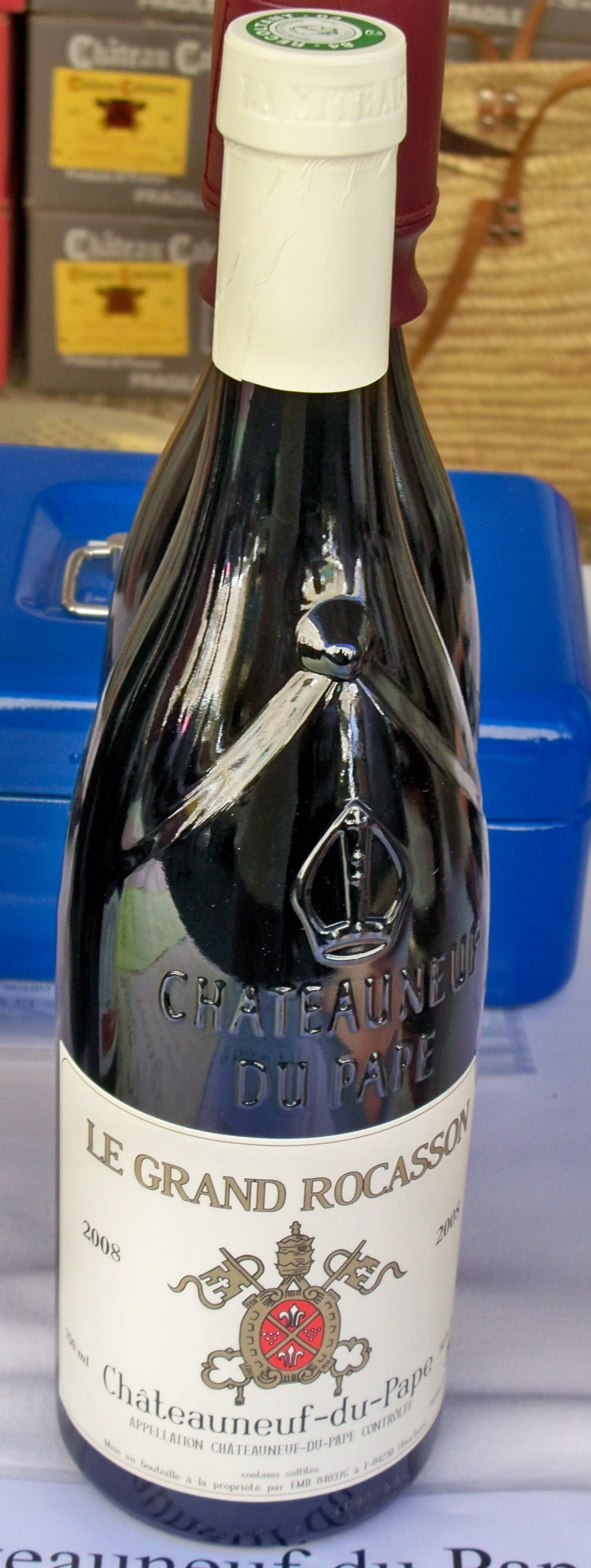
Le Grand Roucasson 2008.

Il y a une tradition des « vins robustes », définissant des vins qui ont du corps et un pourcentage alcoolique parfaitement équilibré par des tanins puissants. Difficiles à boire jeunes, ces vins s'affinent en vieillissant et certaines de ces bouteilles peuvent traverser les âges. Ils sont parfaitement illustrés par la production du « Vieux Télégraphe », du « Domaine de Reveirolles », de « Font de Michelle » ou du « Château la Nerthe ». 
Les « vins classiques » se caractérisent par une présence importante de tanins obtenue par une cuvaison longue. Ces vins ont du corps et de la générosité, ce qui ne les empêche pas d'avoir de la grâce qui va s'affirmer lors de leur vieillissement. Leur référence sont les châteauneufs de « Château Rayas », des « Domaines Mousset », du « Domaine de Beaucastel », et du « Domaine de Beaurenard ». 
Les propriétaires de « Château de la Gardine », « Clos de l'Oratoire des Papes », « Domaine de Nalys », « Château Maucoil » et le « Cellier des Princes » ont opté pour le style des « vins élégants » qui implique un pourcentage alcoolique plus modéré et des tanins très arrondis, pour fournir un vin coulant et désaltérant pouvant être bu dans sa jeunesse tout en ayant la possibilité de vieillir.

### Bouteilles

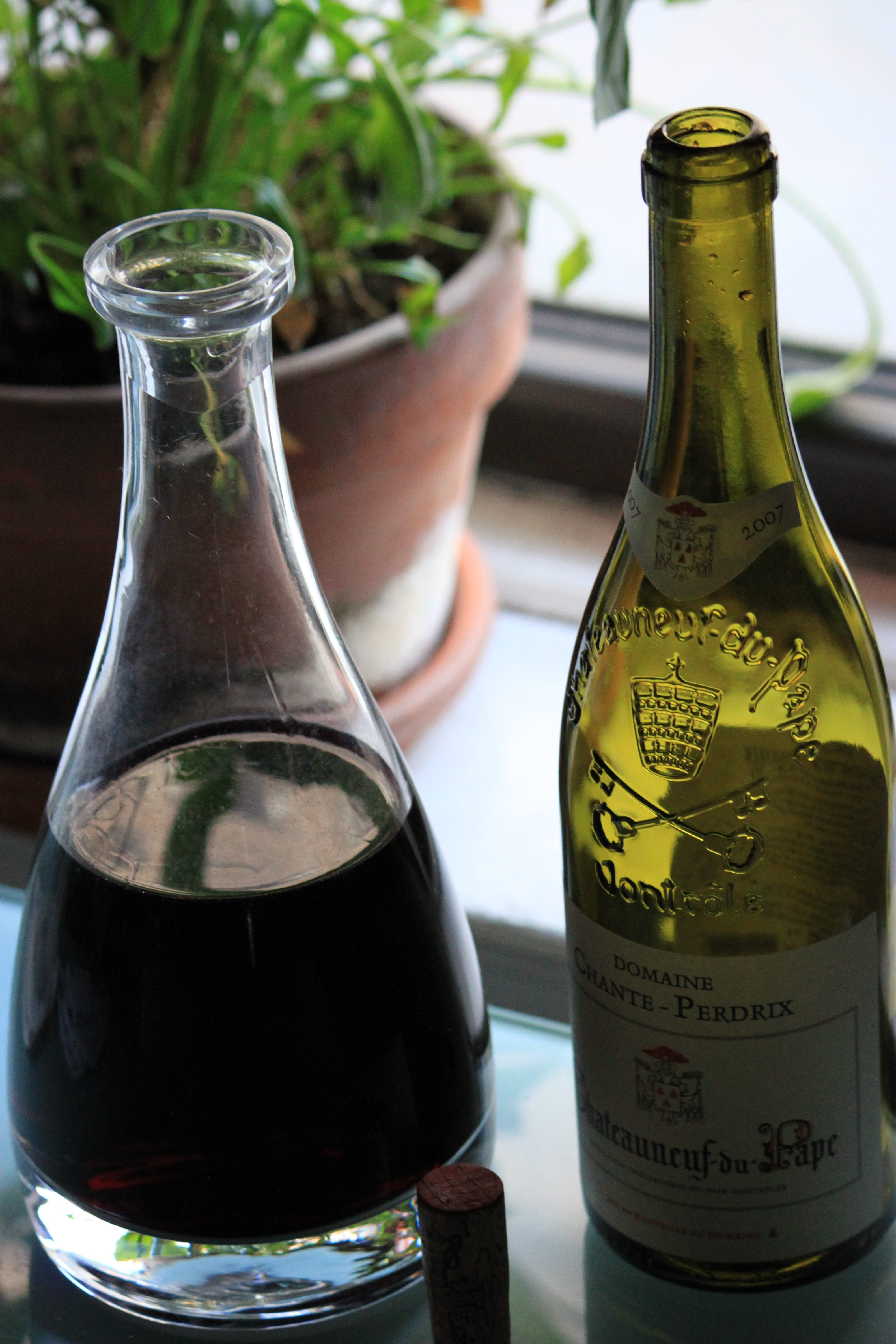
Bouteille traditionnelle avec l'estampille tiare.

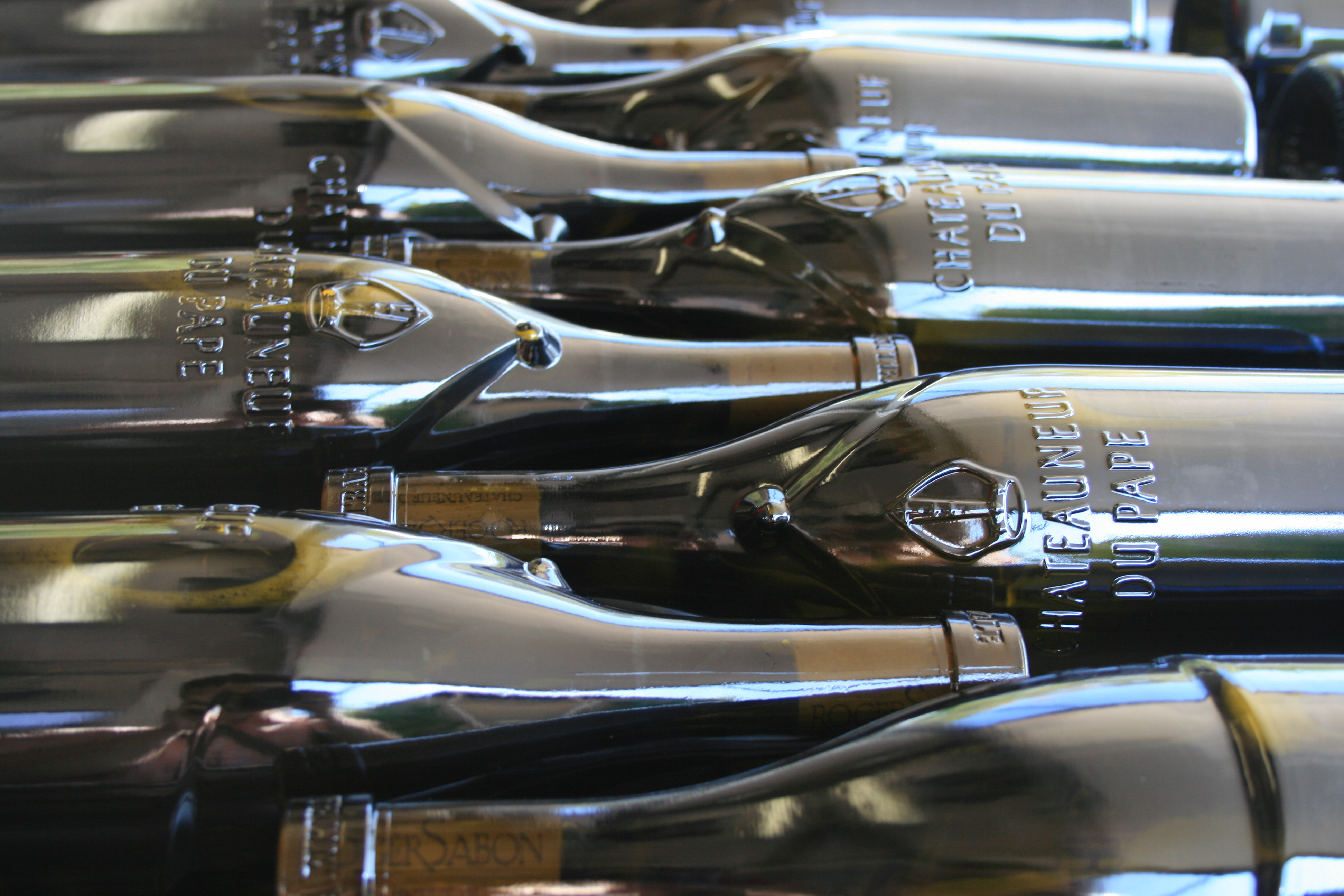
La Mitrale, nouvelle bouteille de l'AOC Châteauneuf-du-pape.

Dans l’AOC Châteauneuf-du-pape, deux grandes types de bouteilles coexistent, les bouteilles personnalisées de certains domaines, les bouteilles collectives propres à des groupements de producteurs ou de négociants. La Mitrale appartient à ce deuxième groupe. Créée en 2002, présentée officiellement le 27 février 2003, à Paris, elle se décline en quatre contenances : 37,5 cl, 75 cl, magnum et jéroboam. Elle peut être utilisée par tout producteur ou négociant respectant une charte de qualité qui impose un contrôle régit par un cahier des charges.
Cette charte exige que seuls les vins AOC Châteauneuf-du-pape soient embouteillés dans la Mitrale et qu'elle ne puisse faire l'objet d'aucun réemploi. Au niveau qualitatif, le vin doit respecter des normes analytiques et organoleptiques, ainsi que des exigences liées à l'embouteillage, au bouchage et à la date de commercialisation. De plus, conformément au décret de contrôle du 24 juin 1996 relatif à l'appellation Côtes-du-rhône, la mise en bouteille se doit d'être faite dans l'aire de cette AOC, ainsi que dans les cantons limitrophes de celle-ci situés dans les départements de la Drôme, du Gard et de Vaucluse.

### Structures des exploitations
Sur l'aire d'appellation ce sont 320 châteaux et domaines qui exploitent le vignoble. La taille des exploitations peut varier de quelques dixièmes d'hectare (Clos des Terres Blanches) à plus de cent hectares. Le Cellier des Princes à Courthézon, est la seule cave coopérative de l'appellation. Créé en 1925, il regroupe actuellement 140 adhérents et était conseillé par l'œnologue Philippe Cambie, expert de l'appellation.

### Quartiers et lieux-dits
Le vignoble castelpapal comporte cent-vingt lieux-dits. Certains ont donné leur nom à des châteaux et des domaines. C'est le cas de Vaudieu, la Nerthe, la Fortasse, la Gardine ou Font de Michèle.

AOC Châteauneuf-du-pape issus de terroirs spécifiques
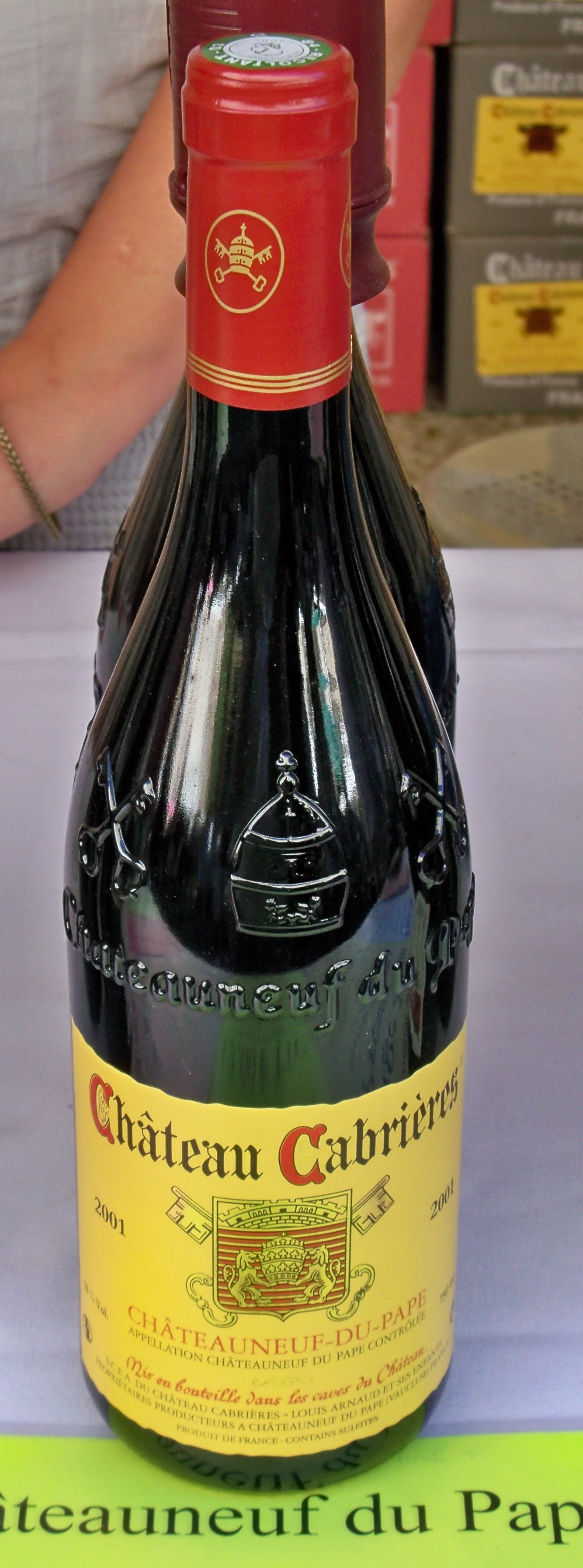
Château Cabrières 2001.
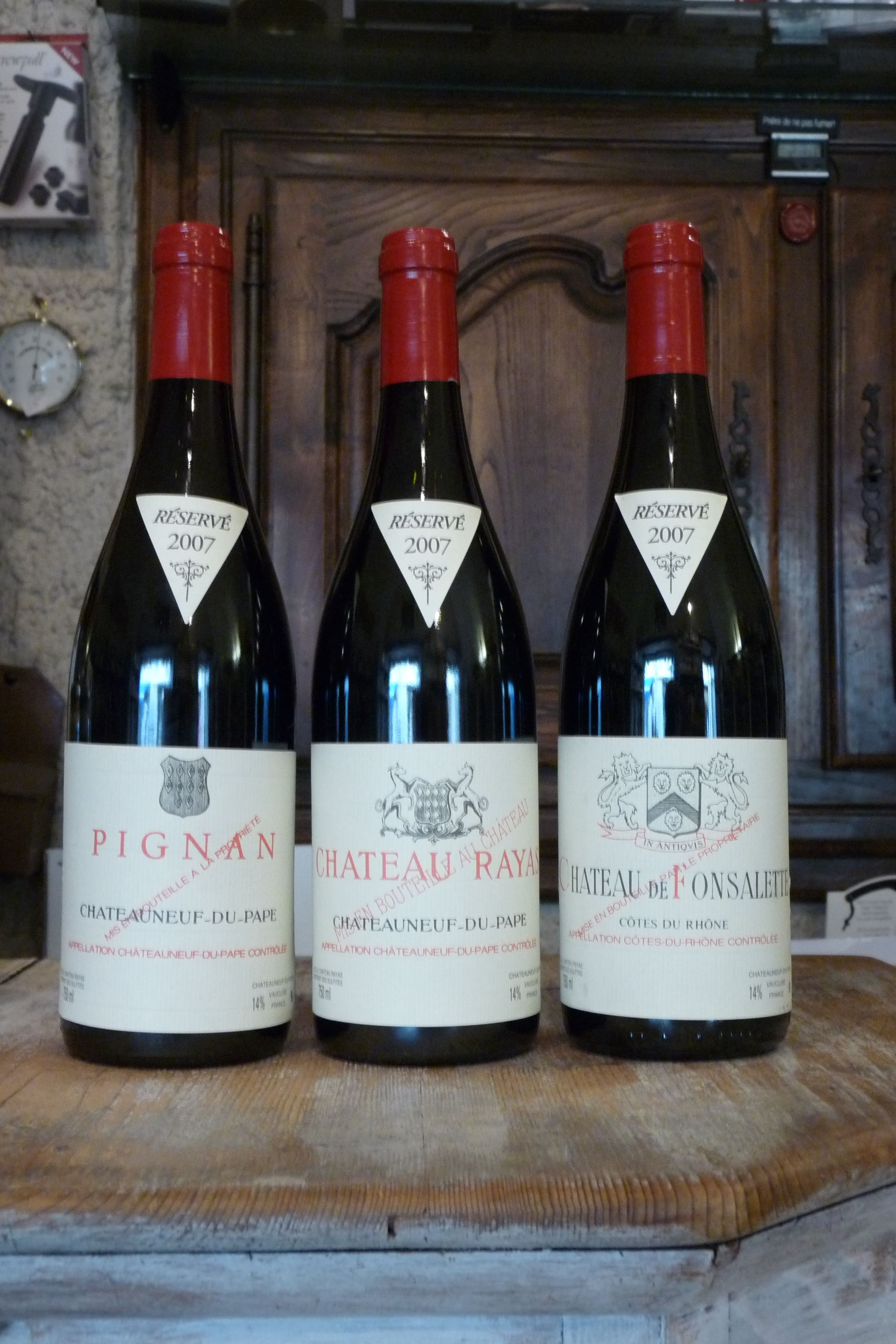
Château Rayas 2007.
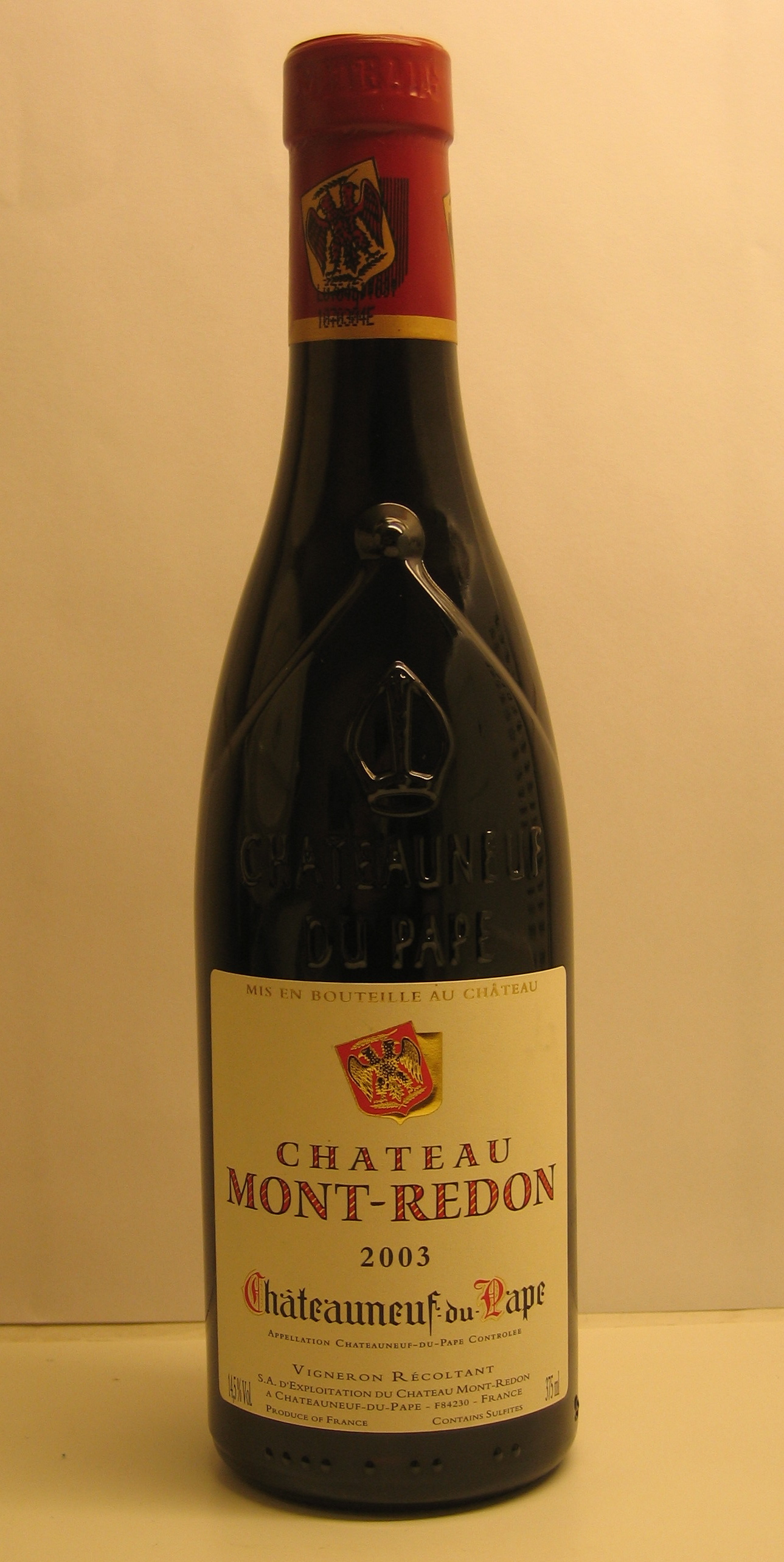
Mont-Redon 2003.

Ce fut sous le pontificat de Clément VI, en 1344, que les premiers terroirs connus de ce vignoble furent répertoriés. Le premier était dit Vieille Vigne et de nos jours Bois de la Vieille. Il était suivi de Blaquières, Bois Évêscal, Bois Renard, Cabrières, Charbonnières, Colombis, Fargueirol, Maupertuis et Mourredon.

### Millésimes
Les vins rouges de Châteauneuf-du-Pape ont une très bonne aptitude au vieillissement comme en témoignent encore aujourd'hui les vins magnifiques des années 1966 ou 1978 ou plus récemment 1990. Les bons millésimes peuvent se garder 15 à 20 ans. Ces millésimes correspondent à ceux du vignoble de la vallée du Rhône méridionale qui sont différentes des appellations septentrionales, ils sont notés : année exceptionnelle , grande année , bonne année ***, année moyenne **, année médiocre *.
| Caractéristiques | Article de qualité | ***                | Article de qualité | ***                | Article de qualité | Article de qualité | ***                | **                 | Article de qualité | Article de qualité |
| Millésimes 1990 | 1999               | 1998               | 1997               | 1996               | 1995               | 1994               | 1993               | 1992               | 1991               | 1990               |
| Caractéristiques | ***                | Bon article        | **                 | ***                | Bon article        | **                 | **                 | **                 | ***                | Article de qualité |
| Millésimes 1980 | 1989               | 1988               | 1987               | 1986               | 1985               | 1984               | 1983               | 1982               | 1981               | 1980               |
| Caractéristiques | Article de qualité | Article de qualité | Bon article        | ***                | Article de qualité | **                 | Bon article        | ***                | Bon article        | Article de qualité |
| Millésimes 1970 | 1979               | 1978               | 1977               | 1976               | 1975               | 1974               | 1973               | 1972               | 1971               | 1970               |
| Caractéristiques | Bon article        | Article de qualité | Bon article        | **                 | ***                | Bon article        | ***                | **                 | **                 | Article de qualité |
| Millésimes 1960 | 1969               | 1968               | 1967               | 1966               | 1965               | 1964               | 1963               | 1962               | 1961               | 1960               |
| Caractéristiques | **                 | *                  | Article de qualité | Article de qualité | ***                | ***                | **                 | **                 | ***                | Article de qualité |
| Millésimes 1950 | 1959               | 1958               | 1957               | 1956               | 1955               | 1954               | 1953               | 1952               | 1951               | 1950               |
| Caractéristiques | Bon article        | Bon article        | Article de qualité | Bon article        | Bon article        | ***                | Bon article        | Article de qualité | **                 | Article de qualité |
| Millésimes 1940 | 1949               | 1948               | 1947               | 1946               | 1945               | 1944               | 1943               | 1942               | 1941               | 1940               |
| Caractéristiques | Article de qualité | Article de qualité | Article de qualité | Bon article        | Article de qualité | **                 | Article de qualité | Bon article        | **                 | **                 |
| Millésimes 1930 | 1939               | 1938               | 1937               | 1936               | 1935               | 1934               | 1933               | 1932               | 1931               | 1930               |
| Caractéristiques | *                  | Bon article        | Bon article        | ***                | **                 | Article de qualité | Article de qualité | **                 | **                 | **                 |
| Millésimes 1920 | 1929               | 1928               | 1927               | 1926               | 1925               | 1924               | 1923               | 1922               | 1921               | 1920               |
| Caractéristiques | Article de qualité | Article de qualité | **                 | Bon article        | **                 | Bon article        | Bon article        | **                 | Bon article        | Bon article        |
| Sources : Yves Renouil (sous la direction), Dictionnaire du vin, Éd. Féret et fils, Bordeaux, 1962 ; Alexis Lichine, Encyclopédie des vins et alcools de tous les pays, Éd. Robert Laffont-Bouquins, Paris, 1984, Les millésimes de la vallée du Rhône, Les grands millésimes de la vallée du Rhône & La passion du vin |                    |                    |                    |                    |                    |                    |                    |                    |                    |                    |

Soit sur 90 ans, 24 années exceptionnelles, 26 grandes années, 16 bonnes années, 22 années moyennes et 2 années médiocres.

### Gastronomie
Les châteauneufs rouges sont d'une grande puissance, à la robe allant du pourpre au grenat. Ils exhalent des arômes complexes de fruits rouges et d’épices évoluant vers le cuir, la truffe, le musc et des notes réglissées. Leur bouche, généreuse et souple, est toute en rondeur et en onctuosité avec une grande et belle longueur. Les galets roulés donnent à ces vins leur richesse aromatique et un grand potentiel de vieillissement.

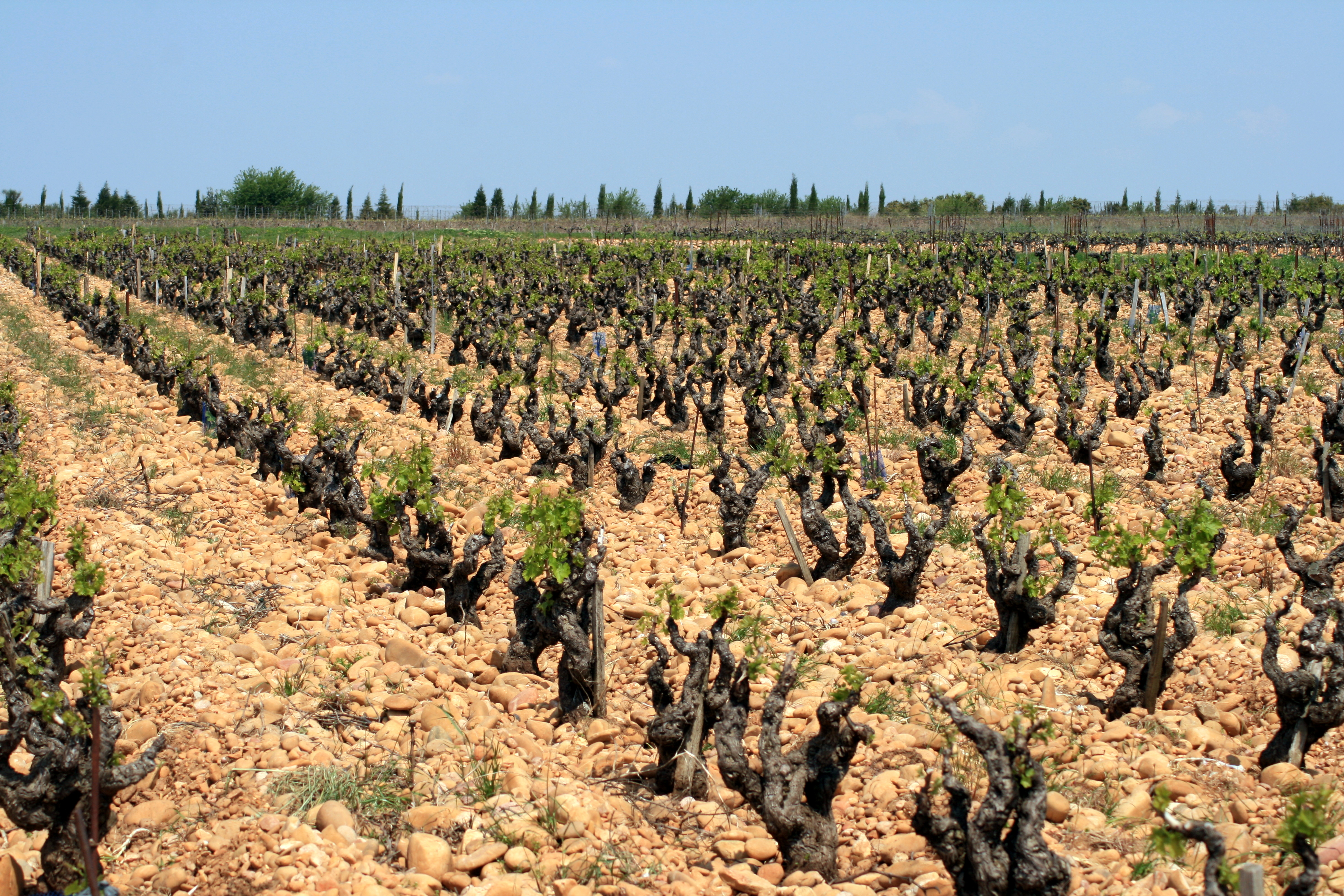
Vignes et galets de quartz.
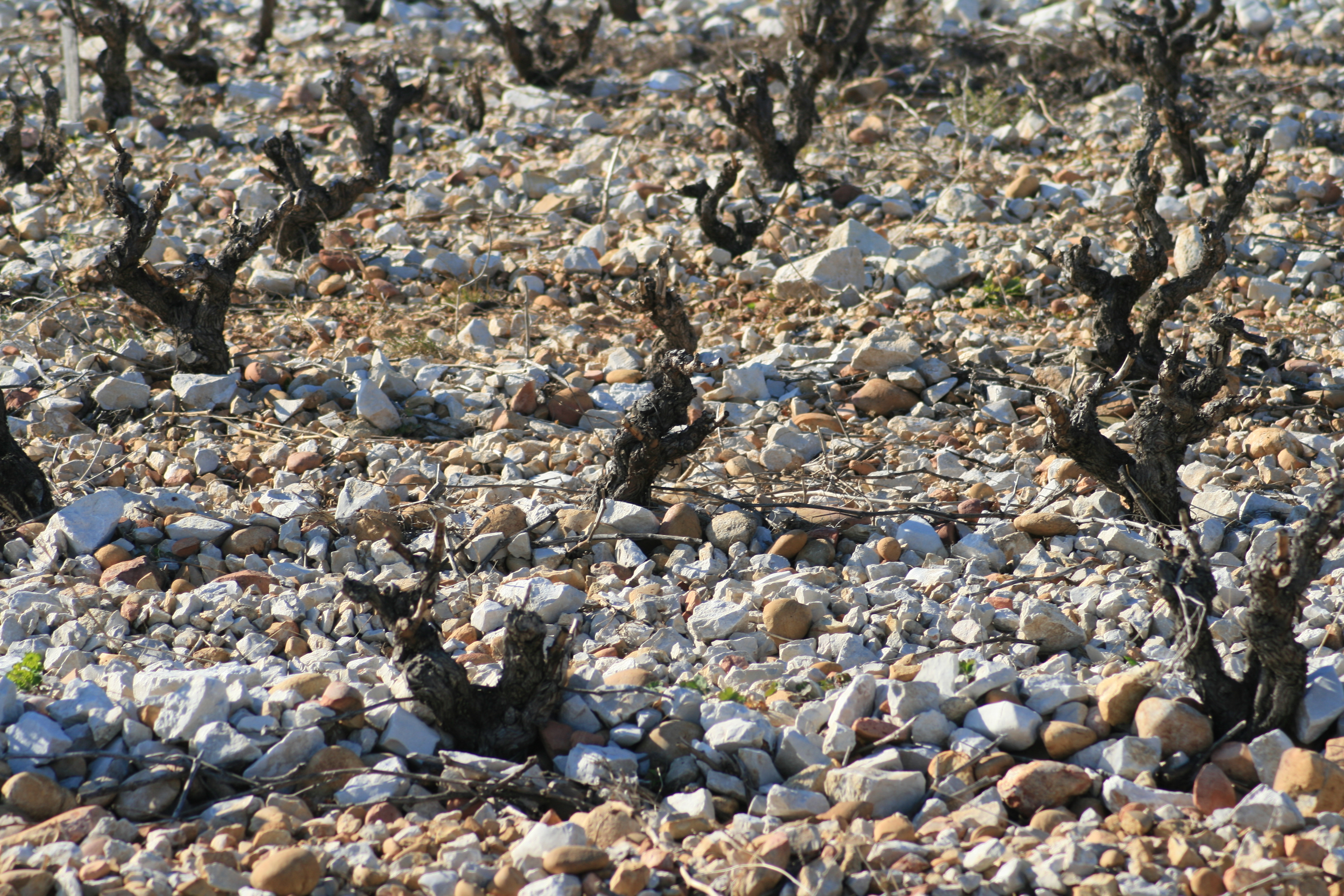
Vignes sur éclats calcaires et galets roulés.
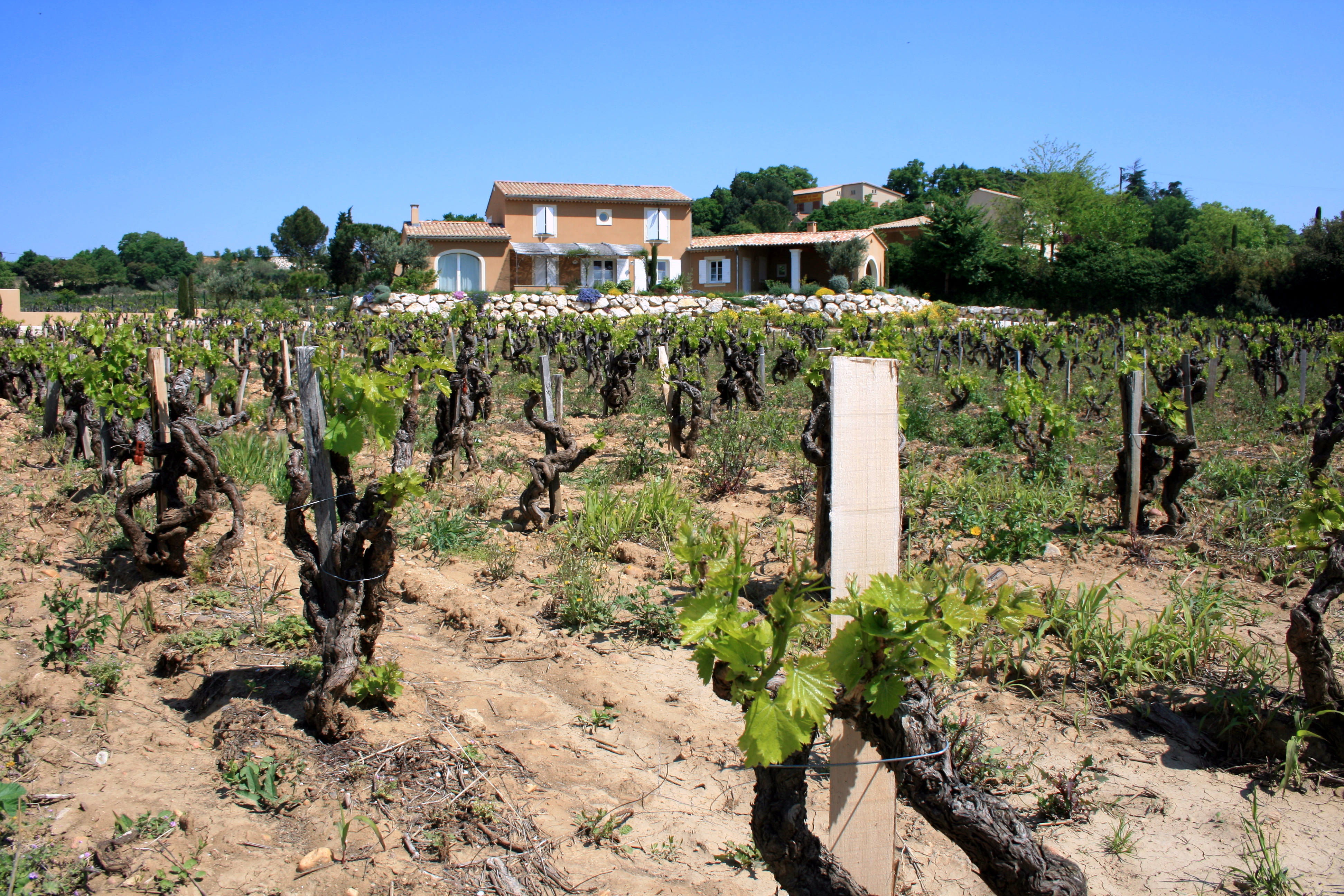
Vignoble sur terroir sableux.

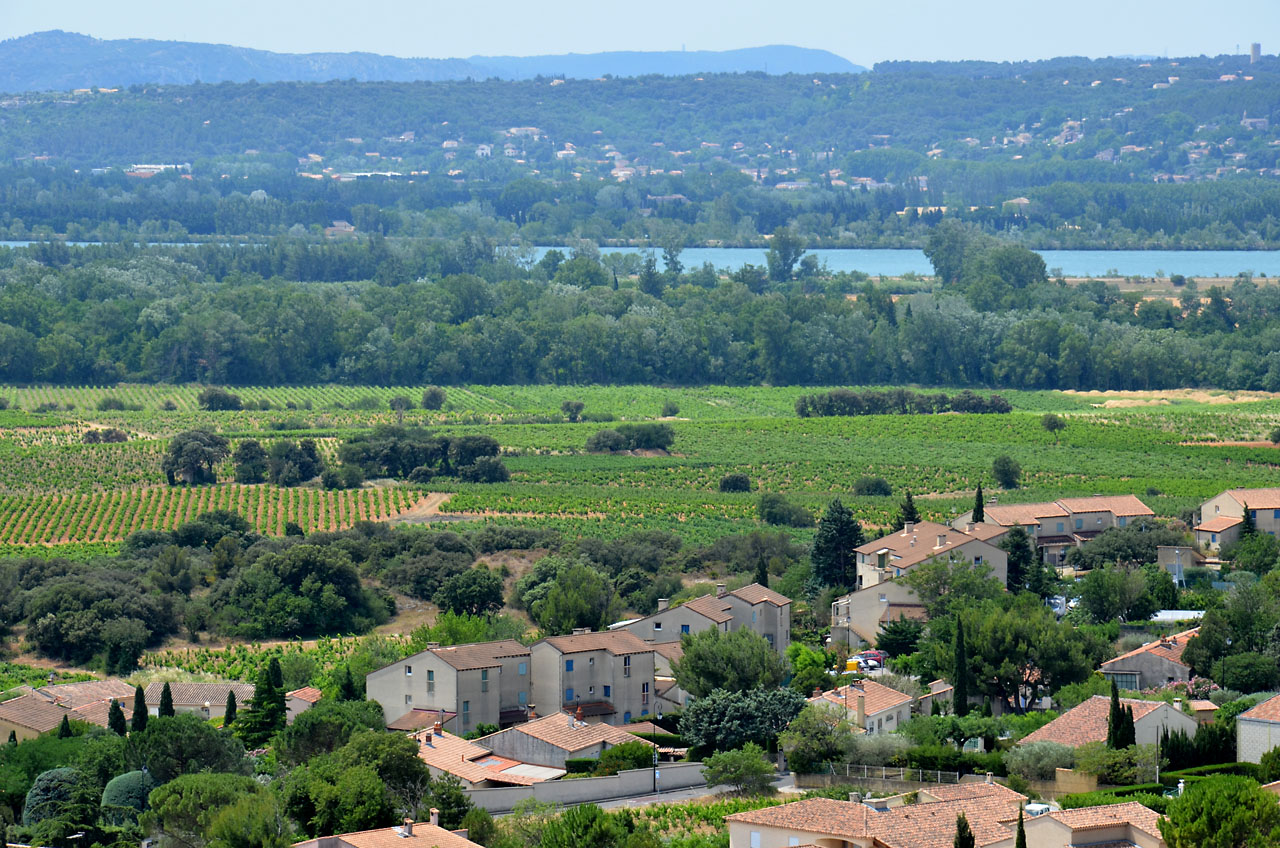
Vignoble de Châteauneuf-du-Pape, à l'arrière plan le Rhône.
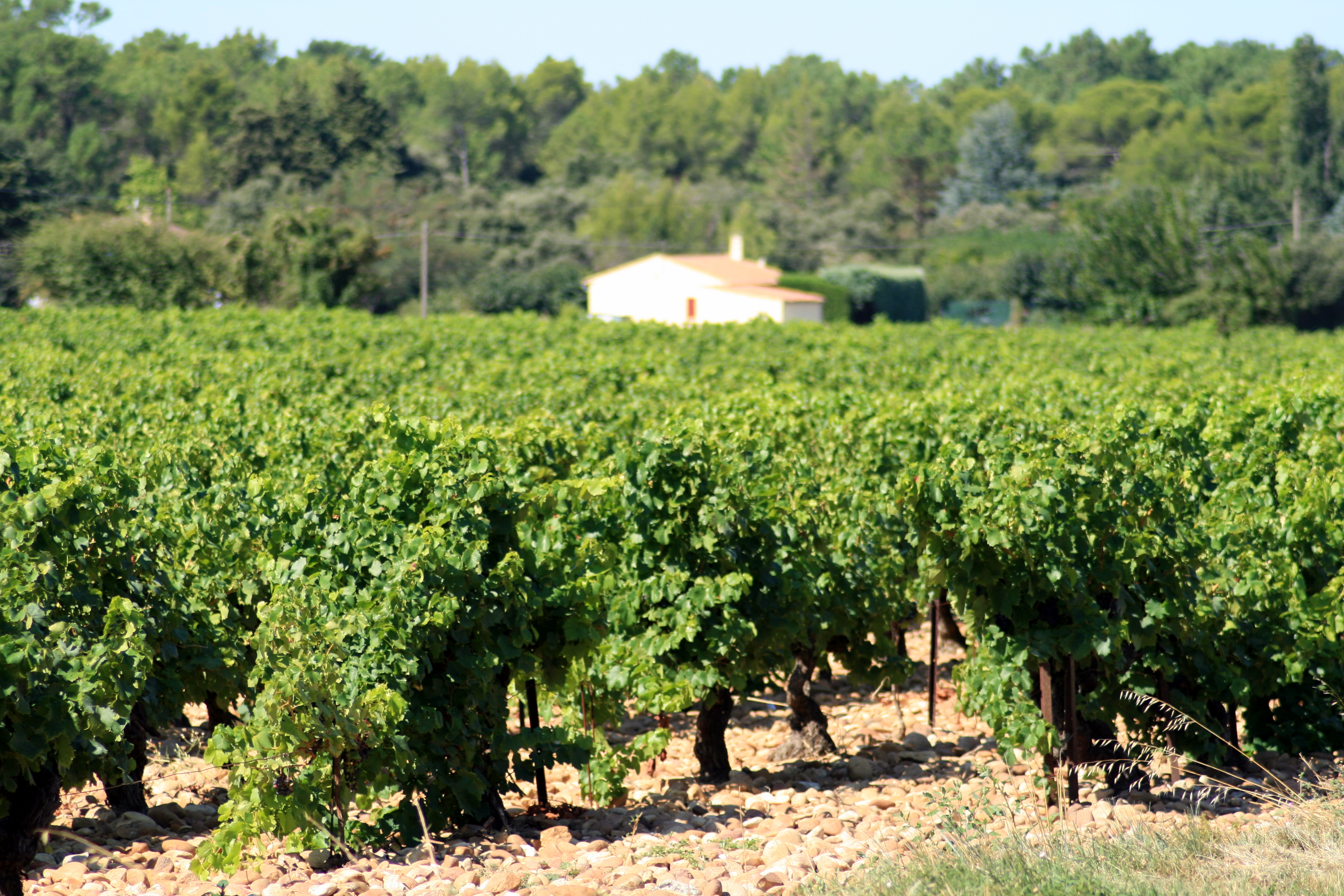
Vignoble du Grès d'Orange.
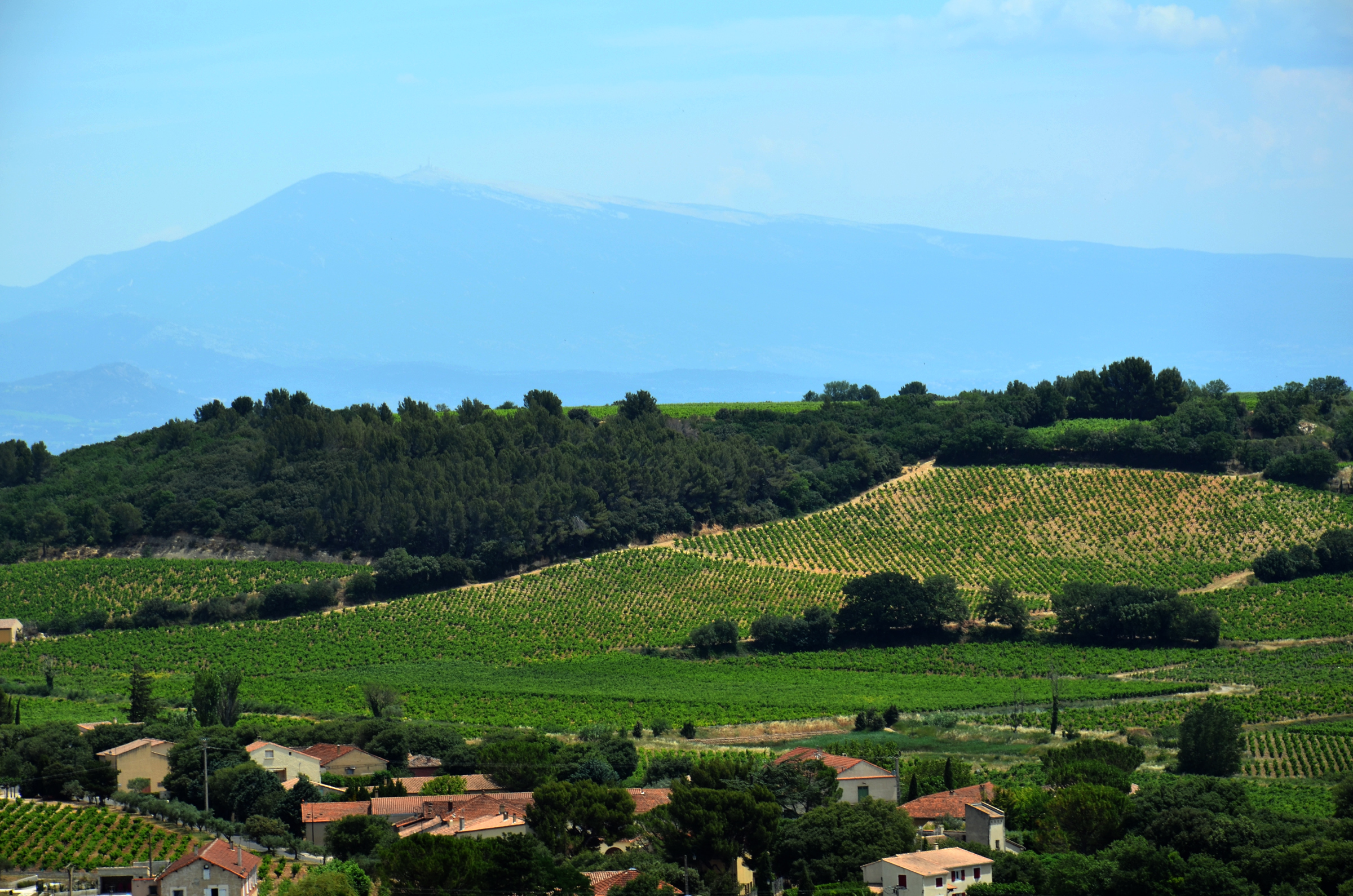
Vignoble de Châteauneuf-du-Pape, à l'arrière plan le Mont Ventoux.

Les blancs, à la robe jaune pâle, possèdent un nez floral où se retrouvent les arômes de fleur de vigne, chèvrefeuille et narcisse. Ils sont amples au palais avec une fraîcheur aromatique qui étonne par sa persistance. Un sol sableux leur apporte élégance et finesse. Plantées sur des graves ou un terrain calcaire, les vignes donnent un vin plein de vivacité.
Il est à souligner, qu'en fonction du réchauffement climatique, la date de début des vendanges a avancé d'un mois en cinquante ans.

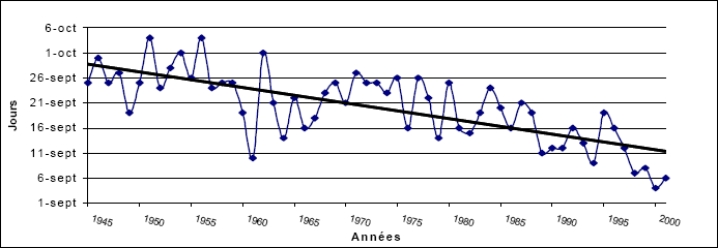
Évolution des dates de vendanges à Châteauneuf-du-Pape.

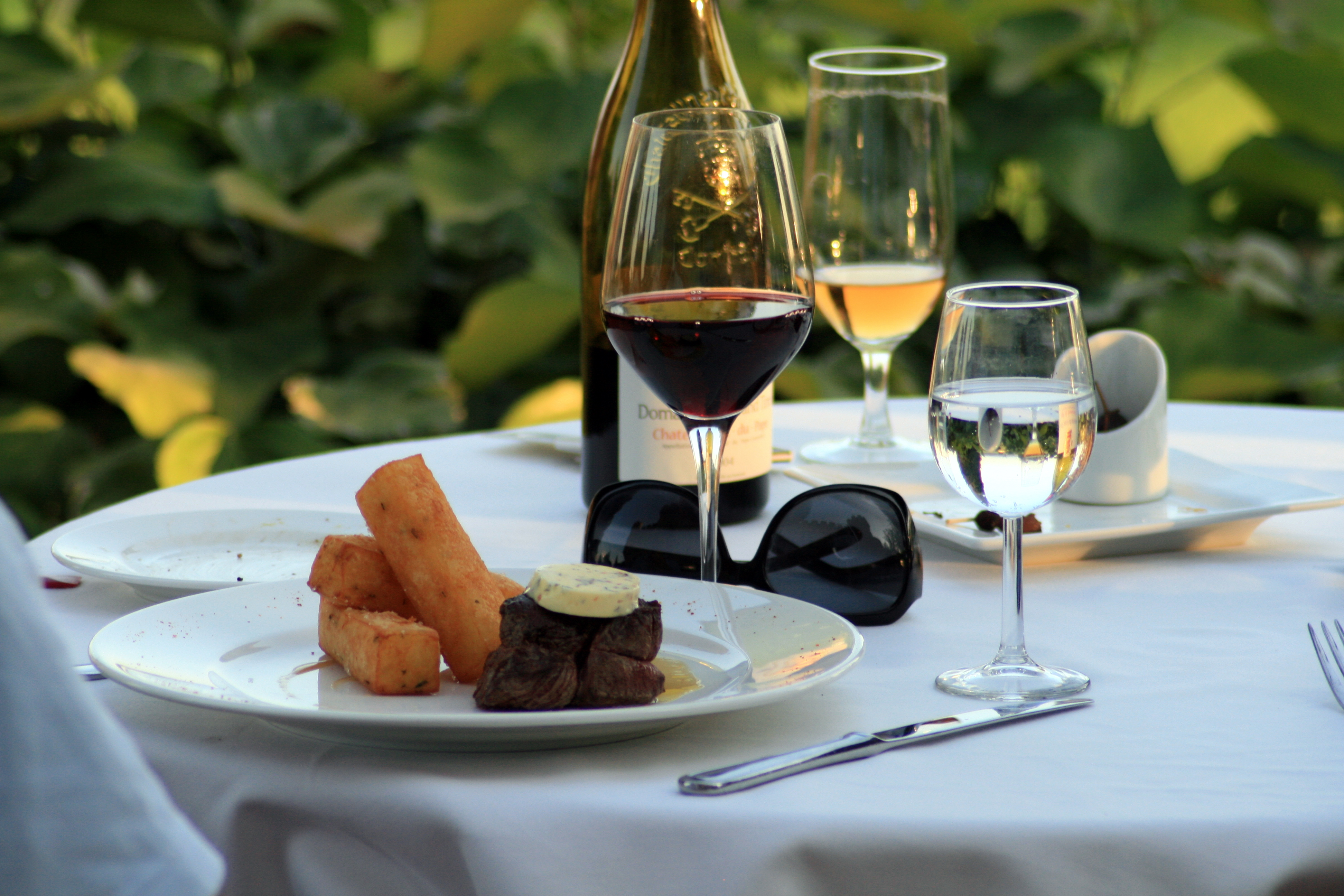
AOC châteauneuf-du-pape rouge.

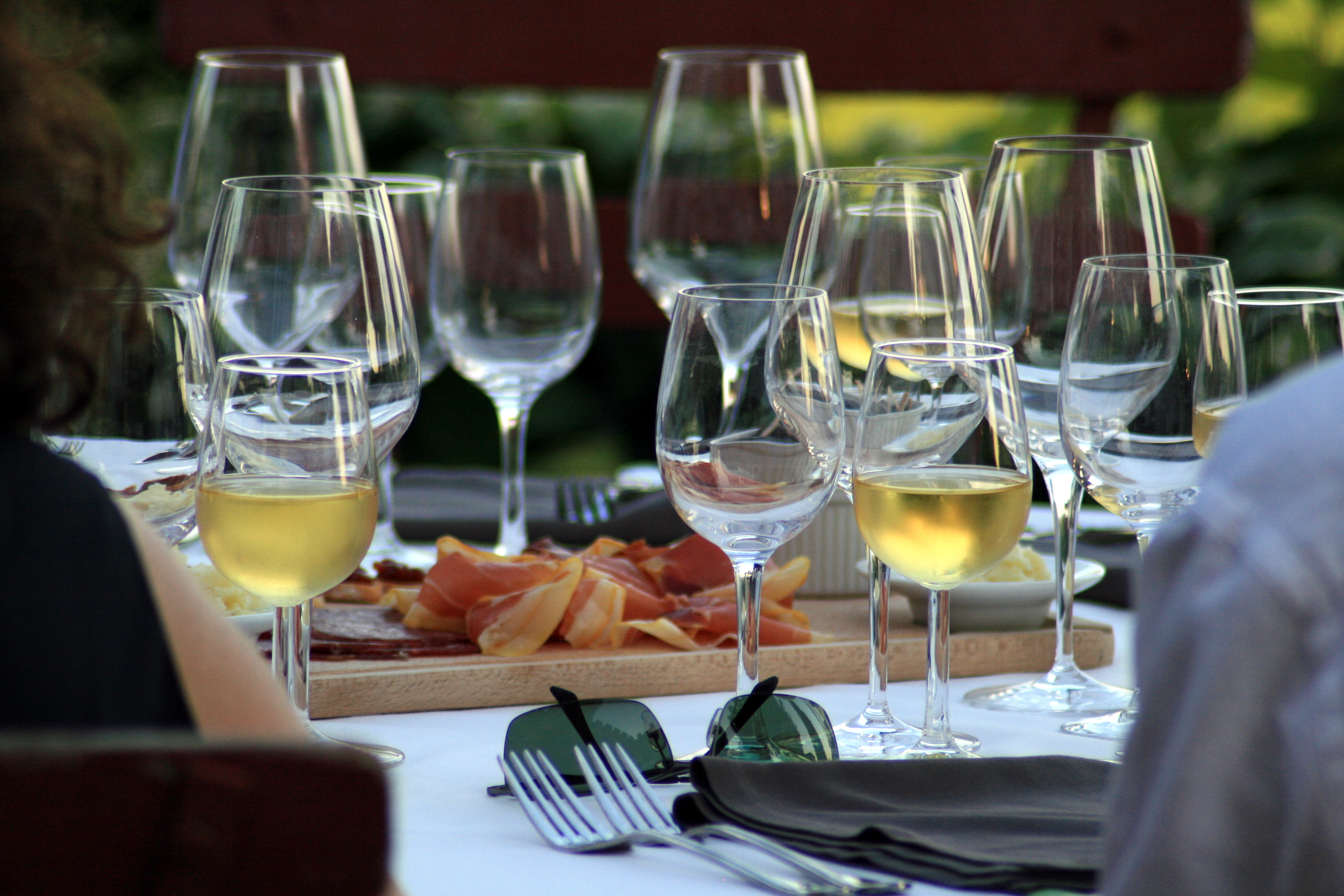
AOC châteauneuf-du-pape blanc.

Les vins rouges, avec leur robe intense, présentent à l'agitation un nez de fruits rouges et d'épices qui évolue avec l'âge vers des arômes d'anis, de réglisse et de cuir. En bouche, ces vins possédant une très longue persistance aromatique, sont tout en rondeur et en onctuosité. Ils se comportent parfaitement sur les venaisons les plus riches. Les restaurateurs le servent en particulier avec un civet de cerf, un civet de sanglier, un lièvre à la royale ou un civet de chevreuil sauce grand veneur. Ils sont parfaits en accompagnement des viandes rouges typées, des grillades d'agneau ou des fromages forts.
Les vins blancs, revêtus d'une élégante robe jaune pâle, proposent une palette florale allant du narcisse au chèvrefeuille en passant par la fleur de vigne. Ils se caractérisent par une bouche ample et de belle longueur. Ces vins accompagnent des veloutés, du veau, de la poularde ou des champignons. Ils s'accordent parfaitement avec les poissons de rivière, les viandes blanches et la charcuterie de montagne. Ils accompagnent aussi les fromages les plus corsés à pâte cuite ou persillée et sont parfaits avec un fromage de chèvre. Un châteauneuf blanc de cinq ans exalte la saveur et révèle toute la finesse de la truffe.

### Commercialisation
L'exportation des vins de Châteauneuf-du-Pape représente environ 70 % de la production commercialisée. Les ventes vers la Suisse, la Belgique et l'Allemagne, clients traditionnels, se font également vers l'Angleterre, l'Amérique du Nord, les Pays-Bas, et la Scandinavie depuis le milieu des années 1980.
Pour le marché intérieur, la restauration haut de gamme est un des clients privilégiés de l'AOC. De même, la recherche de vins de vignerons a fait grimper en flèche les ventes chez les cavistes, épiceries fines et magasins spécialisés. Le marché de la grande distribution intéresse principalement les maisons de négoce, plus rarement les producteurs. Les foires aux vins d'automne, organisées par les grandes et moyennes surfaces induisent, chaque année une forte demande de la part des consommateurs. Ce secteur représente 10 % des ventes de l'AOC.

### Caveaux de dégustation

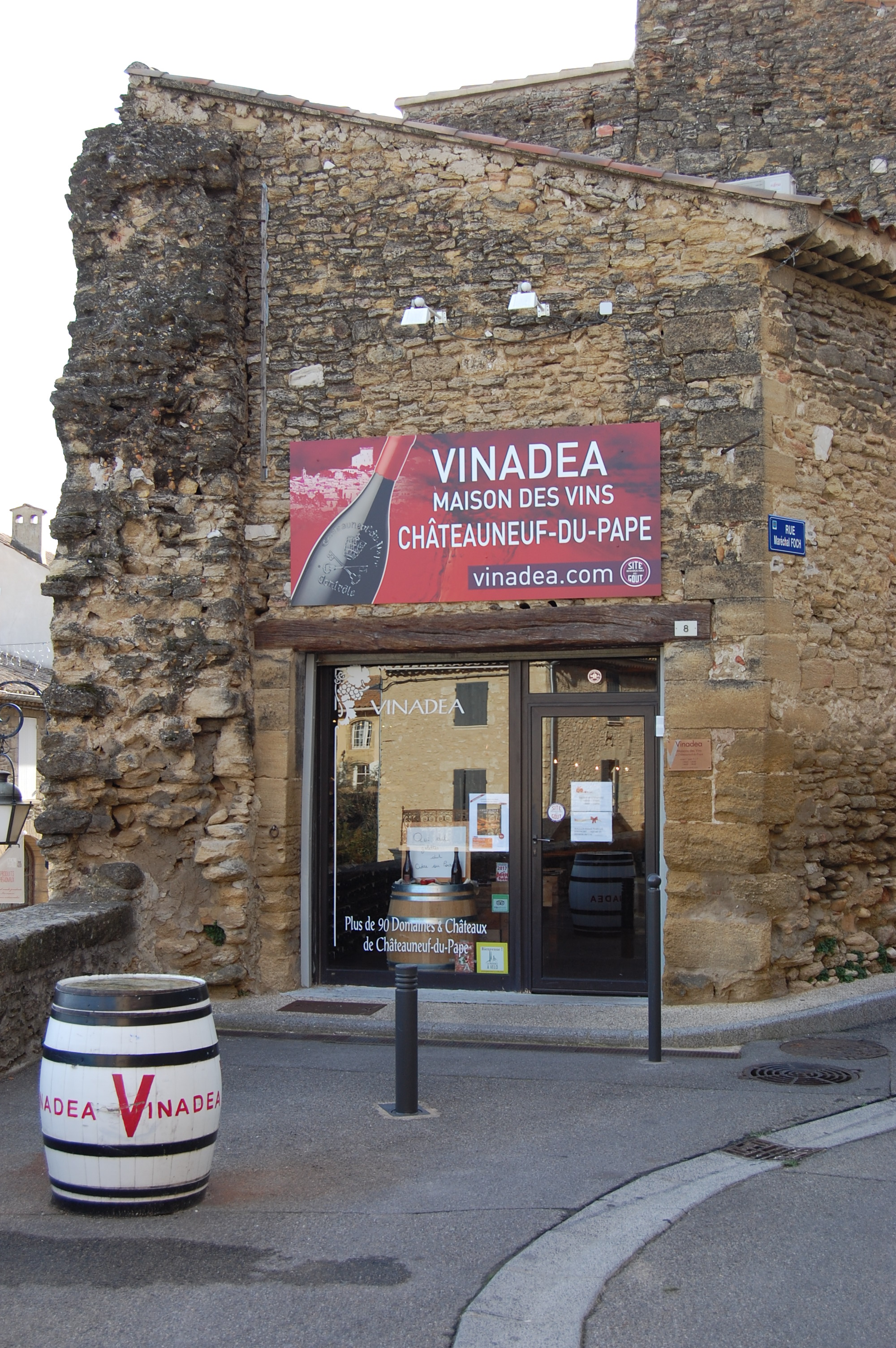
Maison des vins de Châteauneuf du Pape

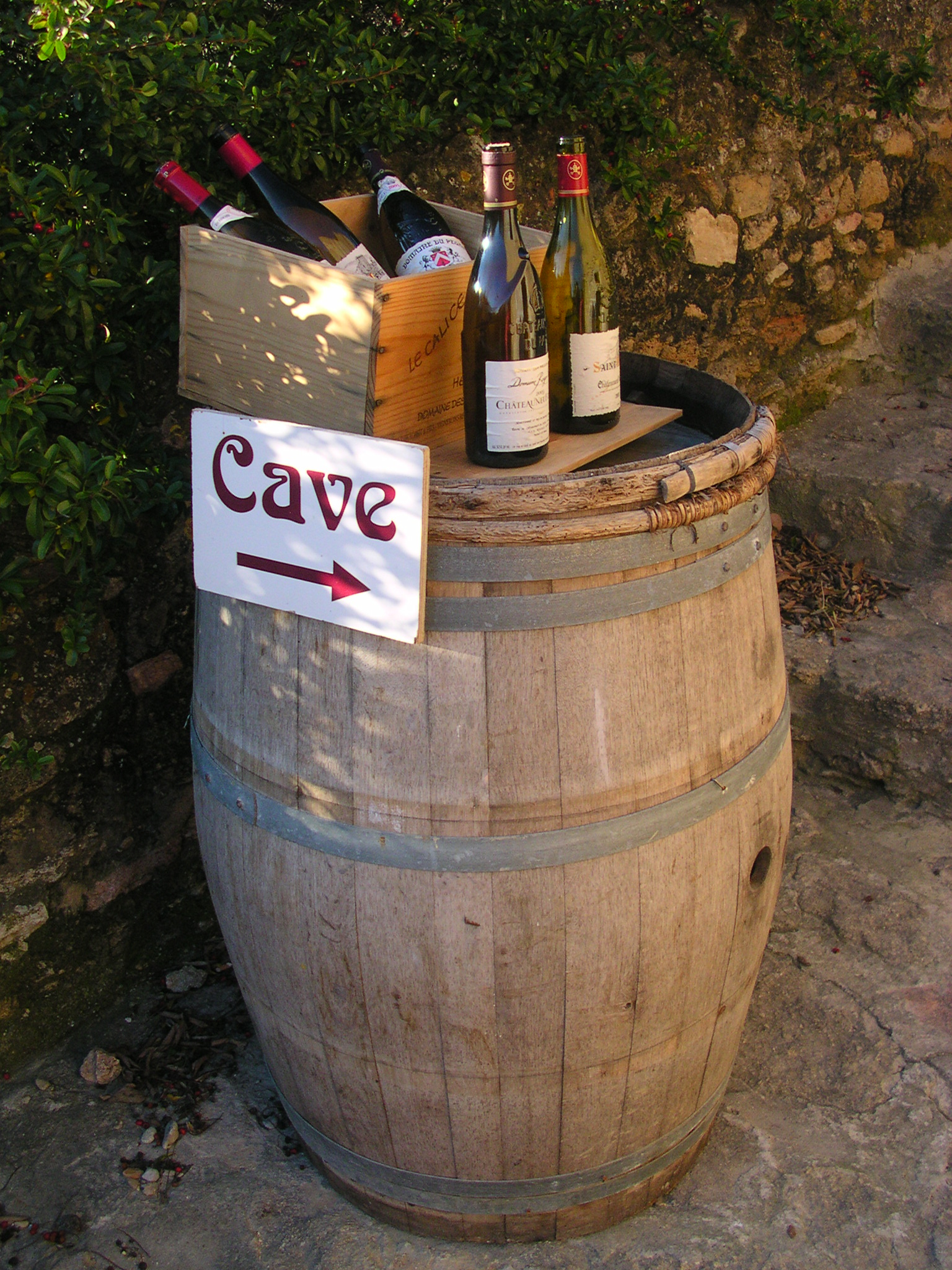
Entrée de la cave du domaine du Pégau.

Une maison des vins, vitrine de l'appellation, permet aux visiteurs de découvrir toute la gamme de Châteauneuf en un seul lieu. La vente sur le lieu de production a cessé d'être anecdotique grâce aux caveaux de dégustation. Elle devient même prépondérante dans le cadre de l'œnotourisme.
Une charte de qualité, à laquelle adhèrent certaines caves et domaines de Châteauneuf-du-Pape, a été mise en place dans la vallée du Rhône par Inter Rhône. Elle propose trois catégories différentes d'accueil en fonction des prestations offertes par les professionnels.
La première - dite accueil de qualité - définit les conditions de cet accueil. Un panneau à l'entrée doit signaler que celui-ci est adhérent à la charte. Ce qui exige que ses abords soient en parfait état et entretenus et qu'il dispose d'un parking proche. L'intérieur du caveau doit disposer d'un sanitaire et d'un point d'eau, les visiteurs peuvent s'asseoir et ils ont de plus l'assurance que locaux et ensemble du matériel utilisé sont d'une propreté irréprochable (sols, table de dégustation, crachoirs, verres).
L'achat de vin à l'issue de la dégustation n'est jamais obligatoire. Celle-ci se fait dans des verres de qualité (minimum INAO). Les vins sont servis à température idéale et les enfants se voient proposer des jus de fruits ou des jus de raisin. Outre l'affichage de ses horaires et des permanences, le caveau dispose de fiches techniques sur les vins, affiche les prix et offre des brochures touristiques sur l'appellation.
Caveaux à Châteauneuf-du-Pape

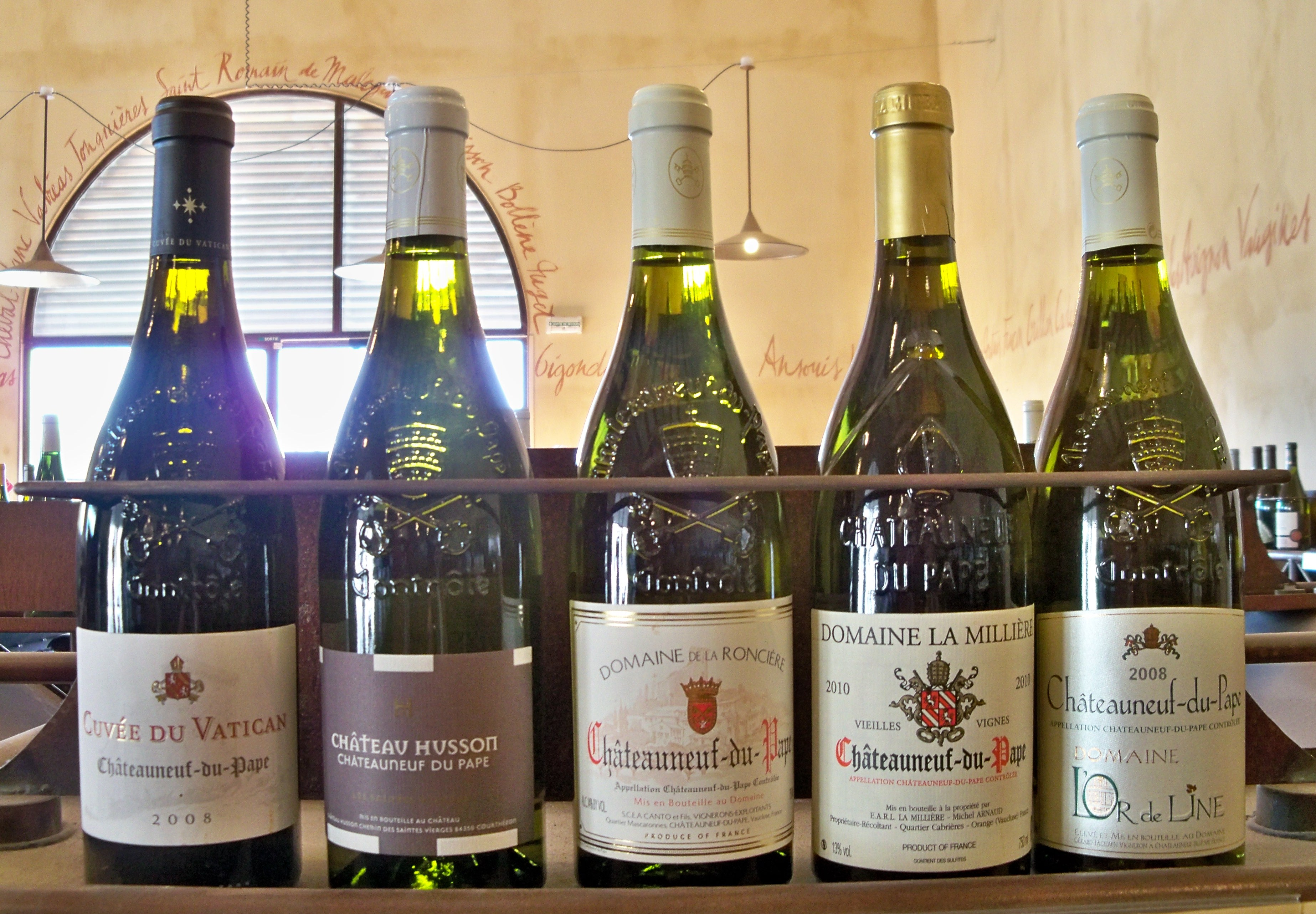
AOC Châteauneuf-du-pape blanc au Palais du vin de Courthézon.

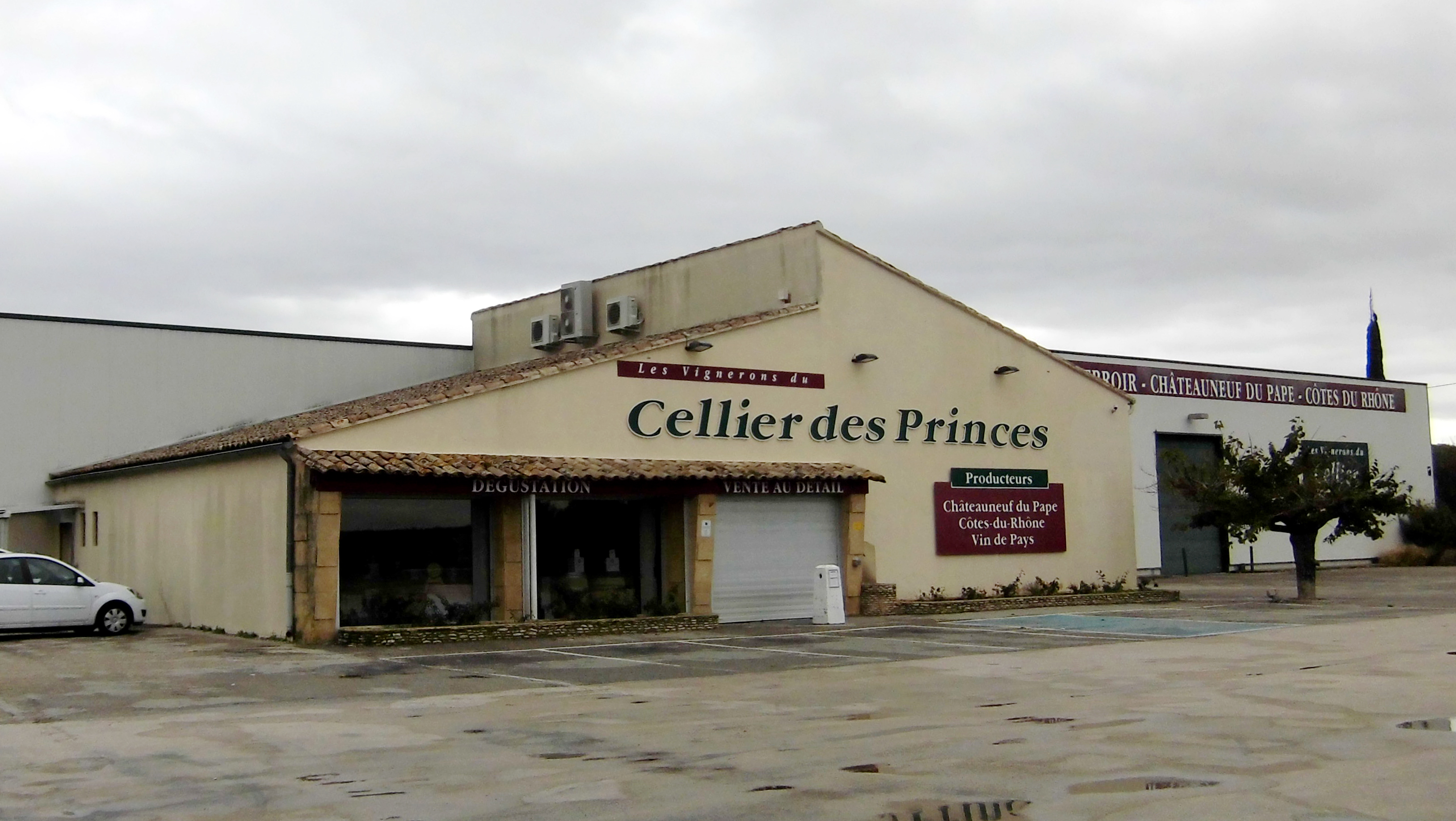
Caveau du Cellier des Princes.

La seconde - dite accueil de service - précise que le caveau est ouvert cinq jours sur sept toute l'année et six jours sur sept de juin à septembre. La dégustation se fait dans des verres cristallins voire en cristal. Accessible aux personnes à mobilité réduite, il est chauffé l'hiver et frais l'été, de plus il dispose d'un éclairage satisfaisant (néons interdits). Sa décoration est en relation avec la vigne et le vin, une carte de l'appellation est affichée. Il dispose d'un site internet et fournit à sa clientèle des informations sur la gastronomie et les produits agroalimentaires locaux, les lieux touristiques et les autres caveaux adhérant à la charte. Des plus les fiches techniques sur les vins proposés sont disponibles en anglais
Caveaux à Châteauneuf-du-Pape

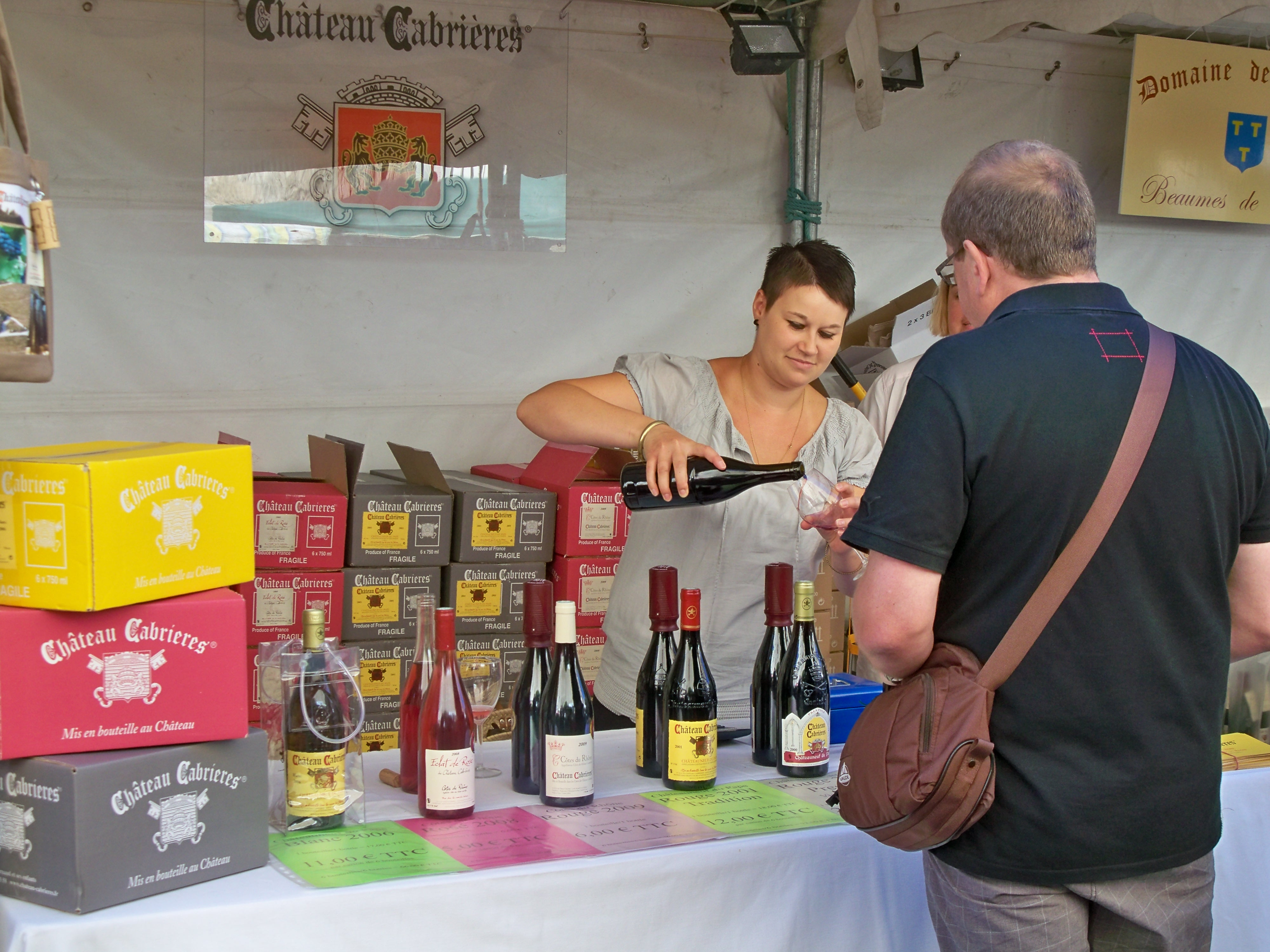
Dégustation des vins du Château Cabrières.

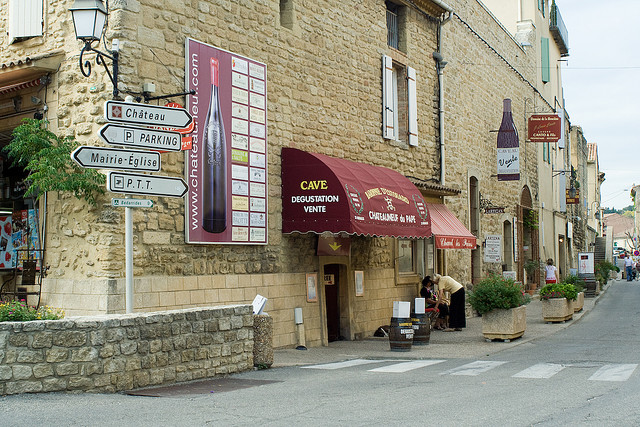
Caveau de dégustation à Châteauneuf-du-Pape.

La troisième - dite accueil d'excellence - propose d'autres services dont la mise en relation avec d'autres caveaux, la réservation de restaurants ou d'hébergements. Le caveau assure l'expédition en France pour un minimum de vingt-quatre bouteilles. Il dispose d'un site Internet en version anglaise et le personnel d'accueil parle au moins l'anglais.
Caveaux à Châteauneuf-du-Pape
En 2006, L'appellation Châteauneuf-du-Pape a été reconnu Site Remarquable du goût. Un « Site Remarquable du Goût » est un lieu de production qui répond aux critères suivants :
- un produit alimentaire de qualité, emblématique du territoire et bénéficiant d’une notoriété et d’une histoire,
- un patrimoine historique exceptionnel  sur les plans architectural et environnemental,
- un accueil du public de qualité permettant de faire connaître les liens entre le produit, le patrimoine et les hommes apte à créer du lien et des échanges.

Une charte de qualité de vente au caveau a été édictée et de nombreux caveaux y adhérent, signe de leur attachement à faire découvrir aux visiteurs l'excellence de leurs produits et le savoir-faire traditionnel qui y est attaché.

## L'Échansonnerie des papes
L'Échansonnerie des papes, confrérie vineuse de Châteauneuf-du-Pape, a été fondée, en 1967, par le docteur Philippe Dufays qui en fut le premier grand maître. Pendant des années Paul Coulon lui succéda à cette charge, c'est actuellement Frédéric Coulon, qui assume la relève. Son but est de renouer avec les grandes heures du passé pontifical de l'appellation et de les maintenir vivaces.
Tout le cérémonial s'inspire de l'histoire de la cour pontificale avignonnaise. Ce qui explique que la confrérie est constituée de trois groupes. Les grands échansons dignitaires, qui sont les membres fondateurs ou associés, les camériers et grands camériers qui soutiennent l'association, enfin les échansons et grands échansons des papes a camera paramenti. Ce sont les membres d'honneur qui entrent à l'Échansonnerie par intronisation. Ceux-ci sont essentiellement des personnalités du monde de la gastronomie, du sport, du vin, venues de France et d'ailleurs.
Lors de l'intronisation dignitaires ou camériers présentent le postulant à leurs pairs. Ce discours en rappelle les mérites réels ou supposés, en des termes où se mêlent louanges, anecdotes et parfois aussi humour. Elle a lieu dans le cellier du château de Châteauneuf-du-Pape et se clôture par un grand repas aux chandelles de style tout médiéval. Chaque année, au mois de décembre, une soirée exceptionnelle est organisée dans la salle du grand Tinel du palais des papes d'Avignon.

## Liste de producteurs et négociants

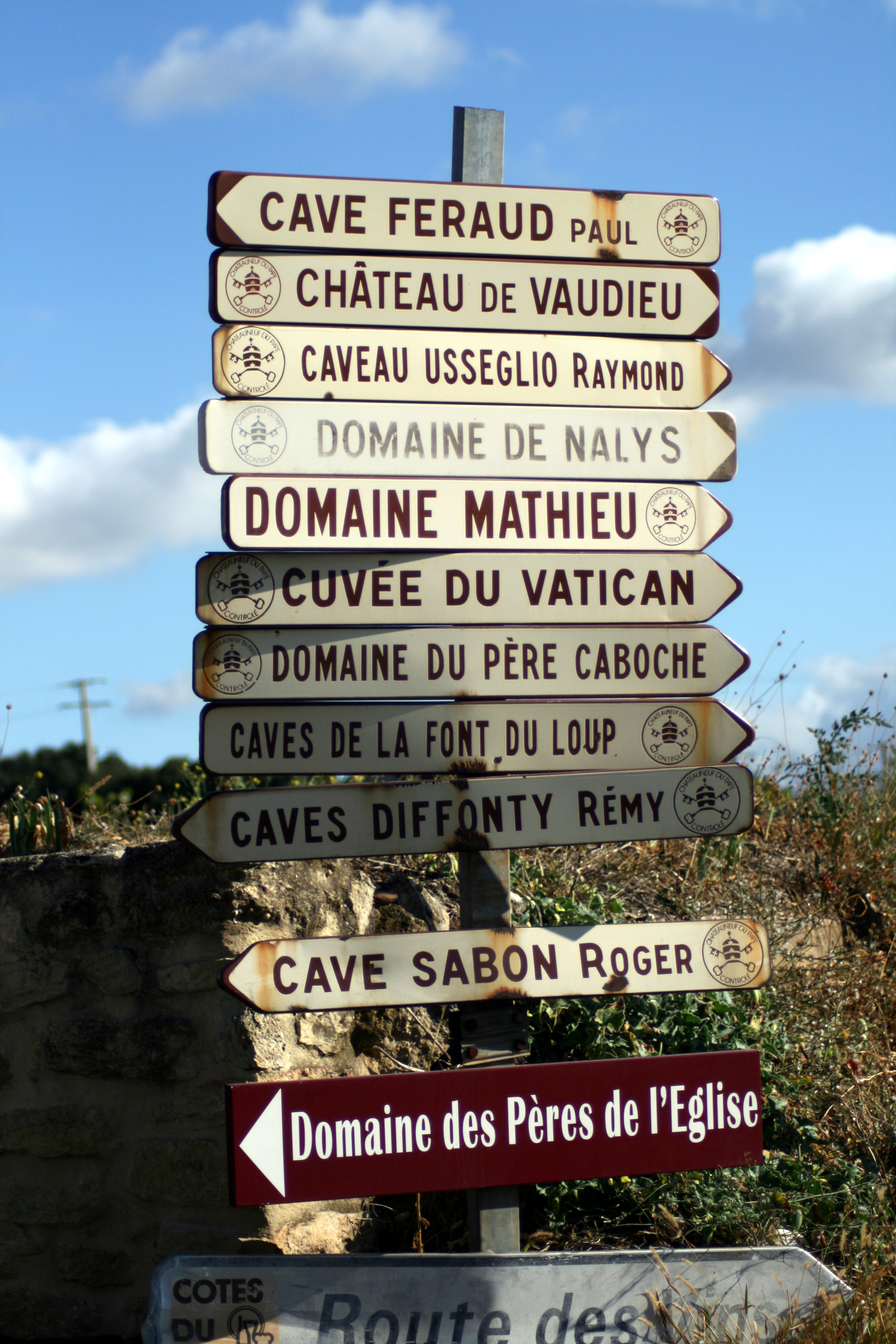
Panneaux signalant différents domaines de Châteauneuf-du-Pape.

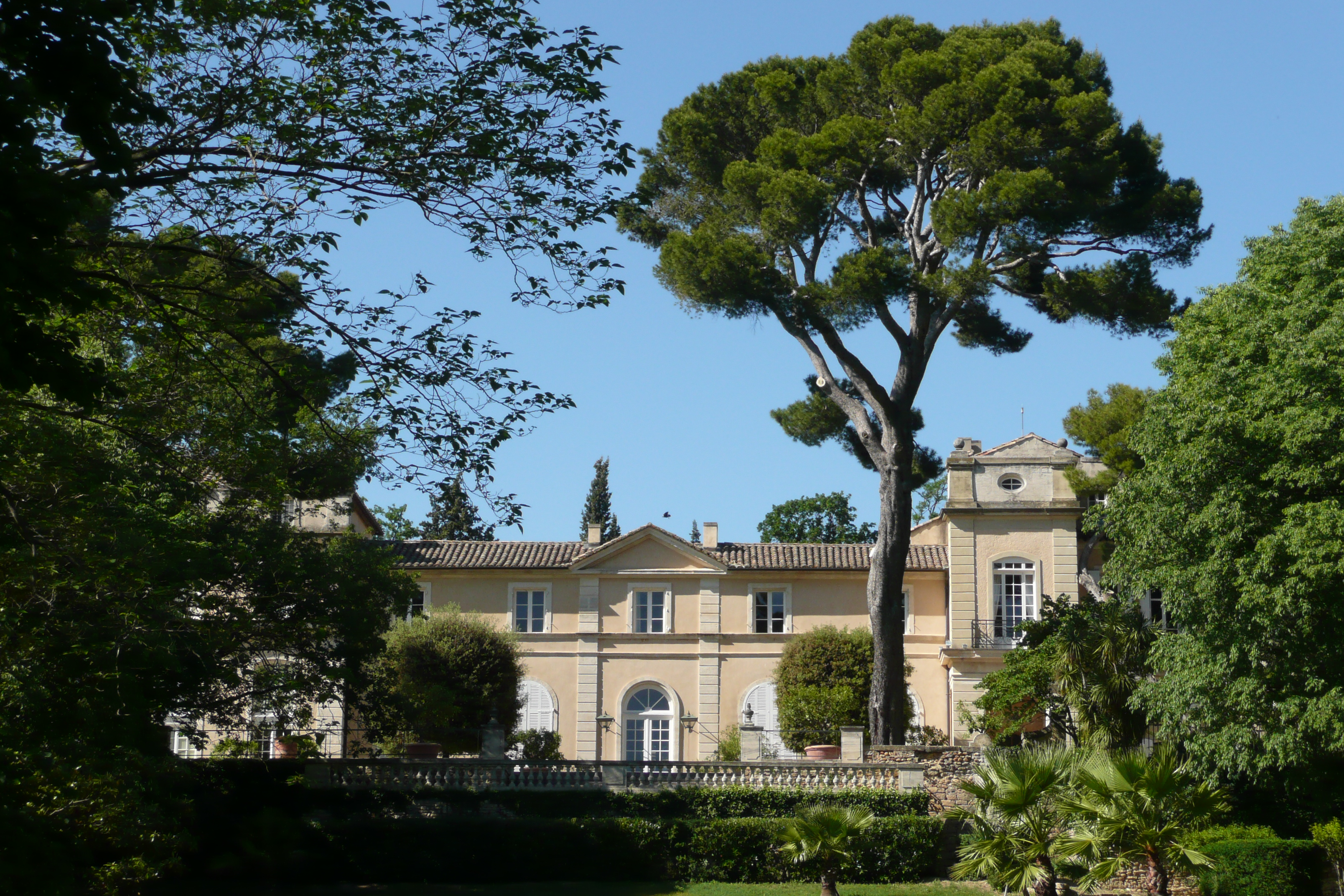
Château la Nerthe, le domaine historique de Châteauneuf-du-Pape où furent sélectionnés les treize cépages de l'AOC.

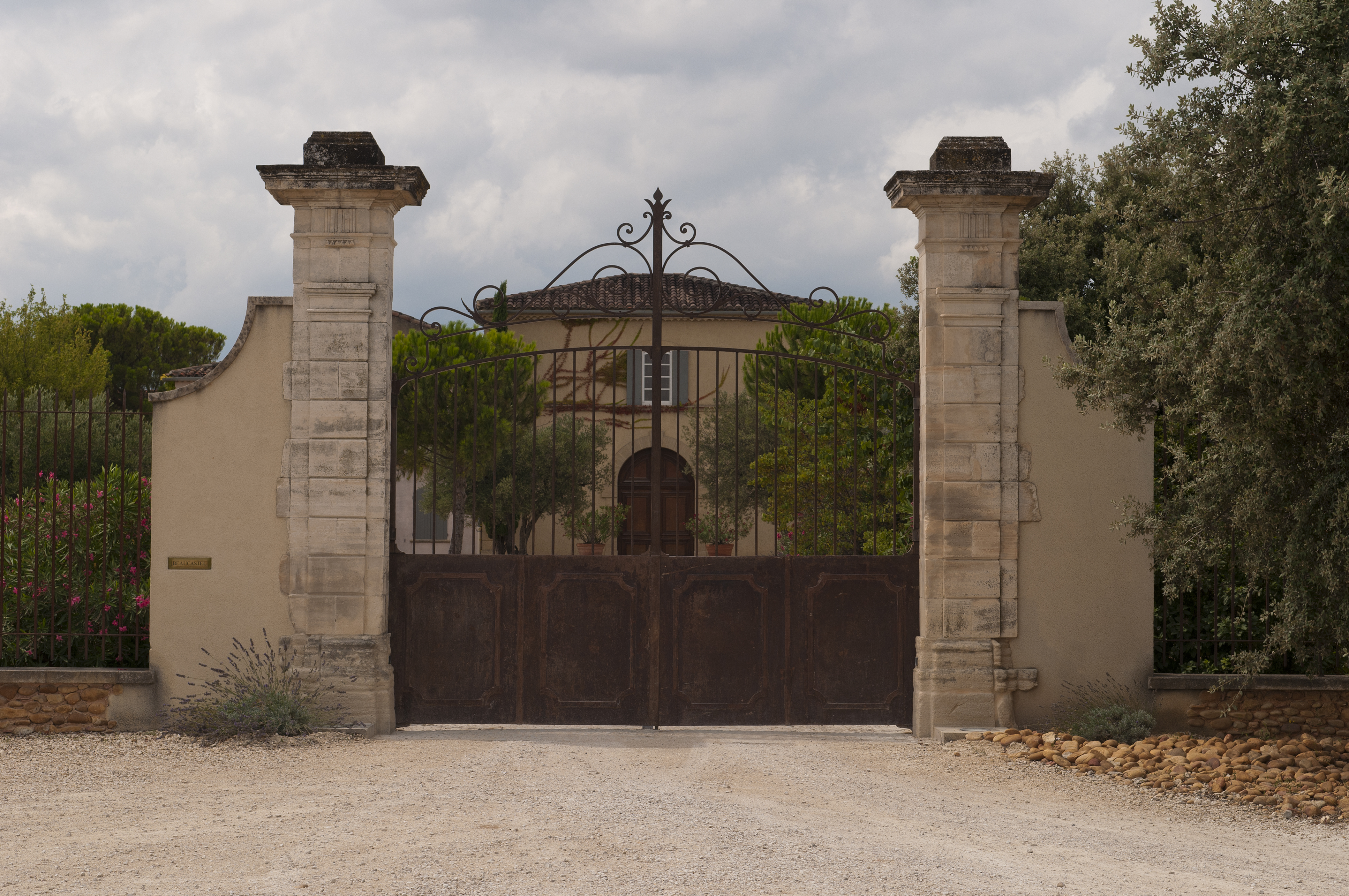
Château de Beaucastel.

Les producteurs sont majoritaires sur la commune de Châteauneuf-du-Pape, et sur les communes de l'appellation (Bédarrides, Courthézon, Sorgues et Orange).
| Commune                 | Cave |
| ----------------------- | --- |
| Châteauneuf-du-Pape (A) | Château la Nerthe, Domaine du château de l'Hers, Maison Ogier, Domaine l'Or de Line, Domaine L. Geniest - Mas Saint Louis, Domaine La Tour Saint Michel, Domaine Serguier, Domaine Condorcet, Domaine De La Pinède, Château Maucoil, Domaine du Père Caboche, Domaine Juliette Avril, Château de Vaudieu, Domaine de Nalys, Domaine Barneret, Domaine de la Barroche, Domaine Lucien Barrot et Fils, Domaine de Beaurenard, Domaine Albin Jacumin, Domaine Bois de Boursan, Domaine de la Font du Loup, Domaine Bosquet des Papes, Maison Bouachon, rachetée par les vins Skalli, Domaine la Boutinière, Château Jas de Bressy, Maison Brotte, Domaine Brun-Avril, Domaine la Brunély, Château Cabrières, Domaine des Pères de l'Église, Réserves des Cardinaux, Domaine des 3 Cellier, Domaine Chante Cigale, Domaine Chante Perdrix, Domaine de la Charbonnière, Domaine Clos du Mont-Olivet, Cuvée du Chêne Vert, Les Clefs d'Or, Clos des Papes, Domaine Comte de Lauze, Domaine de la Côte de l'Ange, Domaine Duseigneur, Domaine André Mathieu, Domaine Saje, Domaine Roger Sabon, Domaine de Fusat, Domaine Mousset, Domaine du Haut des Terres Blanches, Société Léonce Amouroux, Domaine de la Ronciere, Clos des Terres Blanches, Domaine Durieu, Mont- Redon, Vignobles Mayard |
| Bédarrides (A)          | Domaine Bennedetti, Domaine Font de Michelle, Domaine de Terre Ferme, Domaine Giuliani, Château Mont Thabor, Domaine du Vieux Télégraphe |
| Courthézon (A)          | Caves Jamet - Le Sang du Peuple, Domaine L'Abbé Dîne, Domaine Pierre André, Domaine Paul Autard, La Bastide Saint-Dominique, Cellier des Princes, Château de Beaucastel, Clos du Caillou, Domaine Bethet-Rayne, Domaine les Cigalons, Domaine de Cristia, Domaine Fontavin, Domaine de la Janasse, Domaine Mercier, Mas Chante Mistral, Domaine Saint-Laurent, Le Sentier des Soures, Domaine Ferme Michel. |
| Orange (A)              | Domaine de la Jaufrette, Domaine de la Biscarelle, Mas de Boislauzon, Domaine des Chanssauds, Domaine de Ferrand, Domaine Charvin et fils, Domaine Bouvachon Nominé, Domaine Grand Veneur, Domaine Roger Perrin |
| Sorgues (A)             | Chateau Gigognan,Domaine Cyril Coulon, Domaine Guy Mousset & Fils, Clos Saint Michel. |
| Camaret-sur-Aigues (V)  | Domaine des Caboits |
| Jonquières (V)          | Domaine de l'Arnesque |
| Gigondas (V)            | Domaine du Bois des Dames, Domaine Santa Duc, |
| Piolenc (V)             | Château Beauchêne, Domaine de Chanabas, |
| Tain-l'Hermitage (V)    | M. Chapoutier |
| Vacqueyras (V)          | Domaine les Semelles de Vent |

## voir aussi